# Roemeens voetbalelftal (mannen)

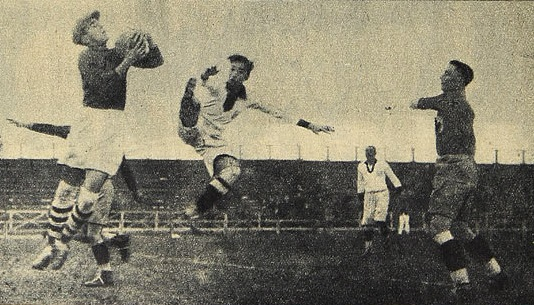
Roemenië versus Peru op het WK 1930

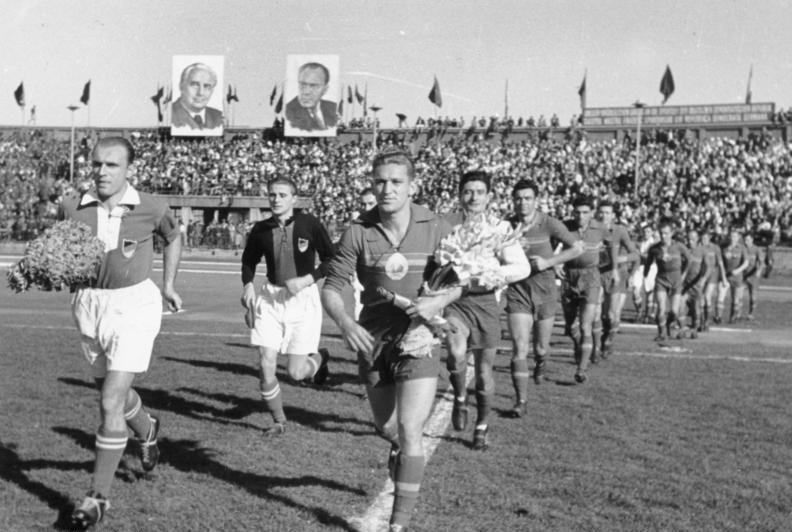
Spelers van Roemenië en de DDR betreden het Stadionul Republicii in Boekarest voor een oefeninterland (3–1), d.d. 26 oktober 1952

Het Roemeens voetbalelftal is een team van voetballers dat Roemenië vertegenwoordigt in internationale wedstrijden en competities, zoals de voorrondes voor het wereld- en het Europees kampioenschap. Roemenië speelt zijn thuisinterlands doorgaans in het Arena Națională te Boekarest. Het land speelde in juni 1922 zijn eerste officiële interland. Roemenië was een van de vier Europese landen die deelnamen aan het eerste wereldkampioenschap in Uruguay en was met name in de jaren 40 en 90 een van de belangrijkste voetballanden in Europa.

## Geschiedenis

### Beginjaren
Het nationaal elftal van Roemenië speelde op 8 juni 1922 haar eerste officiële interland in Belgrado tegen Joegoslavië, het huidige Servië, dat twee jaar eerder was begonnen met het spelen van interlands. Onder bondscoach Teofil Morariu wonnen de Roemenen met 1–2. Morariu begeleidde Roemenië bij haar eerste vijf interlands; enkele andere trainers namen zijn werk over, maar medio 1924 stelde de Roemeense voetbalbond (Federația Română de Fotbal) hem opnieuw aan. In 1924 nam Roemenië deel aan het voetbaltoernooi op de Olympische Zomerspelen 1924 in Parijs, toentertijd het belangrijkste voetbaltoernooi ter wereld. Op de Spelen, die gedomineerd werden door het nog onbekende elftal van Uruguay, eindigde de eerste olympische wedstrijd voor Roemenië in een 6–0 nederlaag tegen Nederland. Morariu bleef vervolgens nog vier jaar lang bondscoach. Costel Rădulescu volgde hem in 1928 op. Onder zijn leiding nam het Roemeens elftal deel aan de eerste wereldkampioenschappen voetbal.

### Eerste wereldkampioenschappen
Uruguay organiseerde het wereldkampioenschap voetbal 1930. De grote afstand leidde tot afwezigheid van de meeste Europese landen. Roemenië nam uiteindelijk toch deel aan het toernooi, samen met België, Frankrijk en Joegoslavië. Koning Carol II van Roemenië, die kort voor het wereldkampioenschap aan de macht was gekomen, eiste dat Roemenië een afvaardiging zou hebben in Uruguay en stelde daarom zelf een elftal samen. De werkgevers van de voetballers werd bevolen hen drie maanden vrij te geven, zodat ze de tijd hadden om naar Zuid-Amerika af te reizen. Voorafgaand aan het toernooi werd bondscoach Rădulescu toegevoegd aan de arbitrale selectie: uiteindelijk zou hij bij de groepswedstrijd tussen Argentinië en Mexico (6–3) fungeren als grensrechter. Roemenië werd bij loting ingedeeld in een groep met gastland Uruguay en een van de overige Zuid-Amerikaanse participanten, Peru. De wedstrijd tegen Peru op 14 juli 1930, gespeeld in het Estadio Pocitos in Montevideo, was de eerste interland van Roemenië op het wereldkampioenschap voetbal. Roemenië won met 3–1. De wedstrijd had volgens het officiële verslag van wereldvoetbalbond FIFA 2.459 toeschouwers, maar het werkelijke aantal zou circa 300 zijn. Het duel tussen Roemenië en Peru is met dat aantal de minst bezochte WK-wedstrijd ooit. Omdat de groep niet vier, maar drie landen bevatte speelde Roemenië slechts twee groepsduels; de tweede wedstrijd vond een week later plaats, met het gastland als tegenstander. Binnen een halfuur had Uruguay al viermaal gescoord tegen de Roemenen, die niet waren opgewassen tegen de uiteindelijke kampioen en de Uruguayaanse aanvallers, waaronder Héctor Scarone en Pedro Cea.
In 1934 kwalificeerde Roemenië zich voor het tweede wereldkampioenschap in Italië na een met 2–1 van Joegoslavië gewonnen kwalificatiewedstrijd – een reprise van de eerste interland. Het toernooi kende geen groepsfase, maar bestond uitsluitend uit een knock-outfase, waarin Roemenië in de eerste ronde werd uitgeschakeld door latere finalist Tsjecho-Slowakije. Vier jaar later plaatste het land zich voor de derde maal op rij voor het wereldkampioenschap, nadat Egypte zich afmeldde voor het kwalificatietoernooi; alleen België en Brazilië waren eveneens op de eerste drie toernooien, gespeeld in de jaren 40 actief. Roemenië verloor in de eerste ronde, een uitschakeling die als grootste verrassing van het toernooi werd bestempeld. De tegenstander was het Cubaans voetbalelftal, een tot op dat moment totaal onbekend elftal dat zich niet eerder in het wereldvoetbal had gemengd. Nadat de eerste wedstrijd tussen de landen eindigde in een 3–3 gelijkspel, won Cuba het tweede duel met 2–1. Achtduizend supporters zagen hoe het Europese Roemenië – het WK 1938 werd gespeeld in Frankrijk – geen kans had tegen Cuba; de bondscoach van Cuba had zoveel vertrouwen in de overwinning dat hij kans zag het radioverslag van de tweede wedstrijd te laten doen door de eerste doelman. Hij stelde de reservedoelman op, die stand hield tegen de Roemenen. Na het wereldkampioenschap van 1938 en na afloop van de Tweede Wereldoorlog zakte het Roemeens nationaal elftal weg op het wereldtoneel. Decennialang nam het deel aan het wereld- noch het Europees kampioenschap voetbal en werd het voorbijgestreefd door landen als de Bondsrepubliek Duitsland en de Sovjet-Unie.

### Onzichtbare jaren

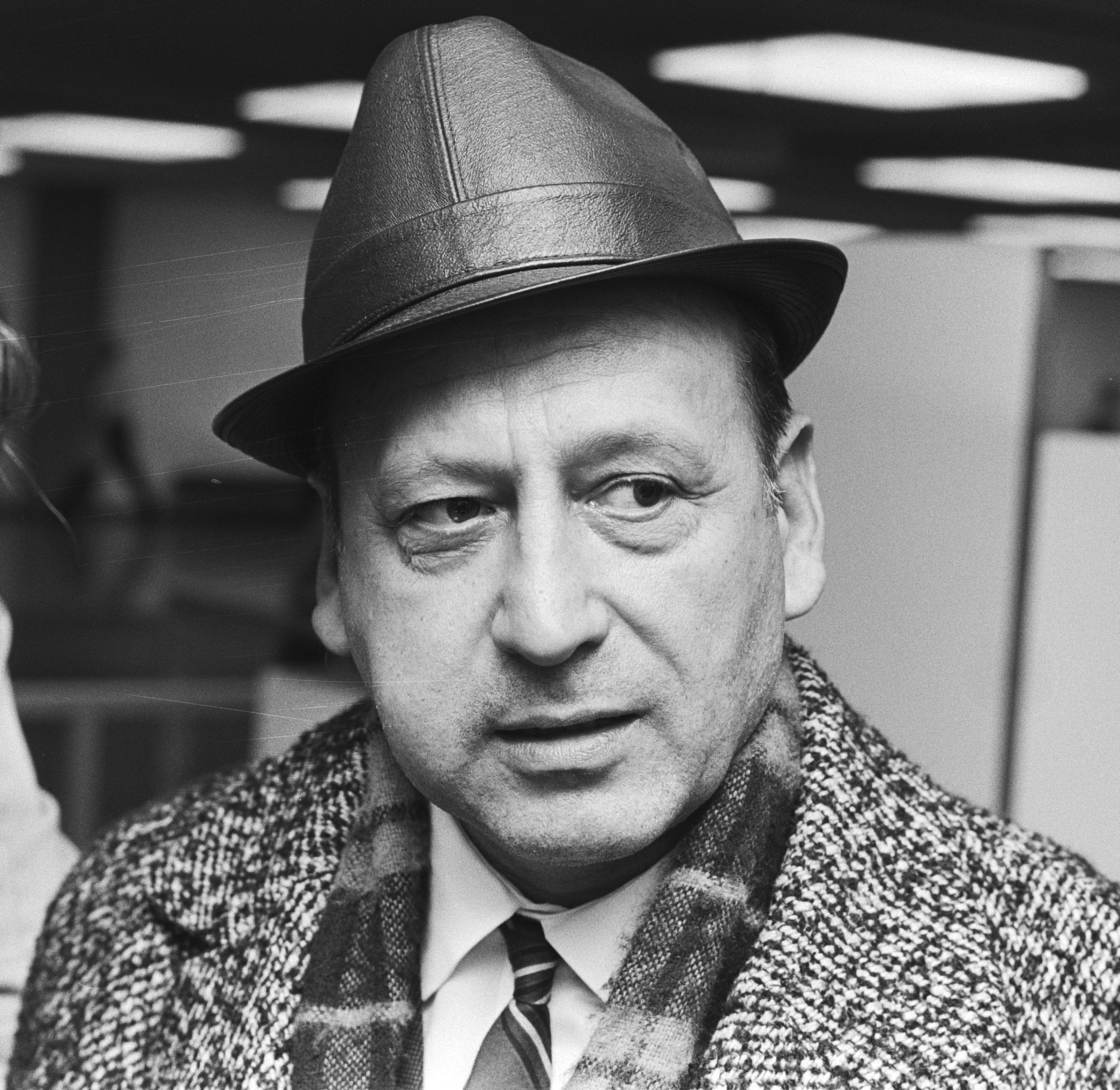
Bondscoach Niculescu (1968–1972) arriveert op Schiphol voor een oefeninterland tegen Nederland op 2 december 1970. Roemenië verloor met 2–0 na twee doelpunten van Johan Cruijff.

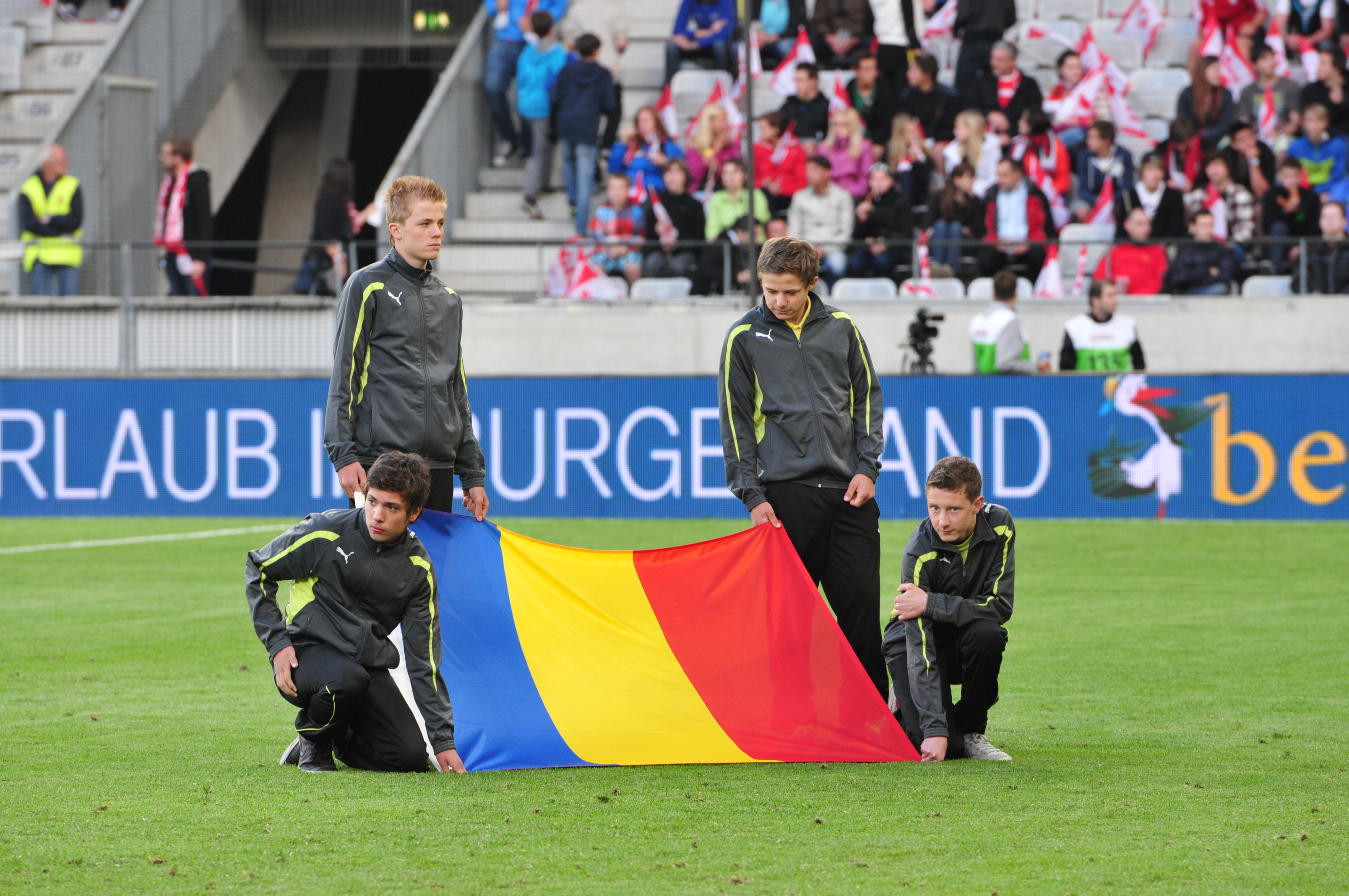
De Roemeense vlag wordt getoond voorafgaand aan een oefenduel in juni 2012 tegen Oostenrijk. De kleuren van de vlag zijn verwerkt in het tenue.

Gedurende een periode van meer dan twintig jaar nam Roemenië niet deel aan interlandtoernooien en bleef deelname beperkt tot het spelen van de kwalificatietoernooien. In die jaren van een onzichtbaar Roemeens elftal leed het haar grootste nederlaag tot op heden: op 6 juni 1948 won Hongarije met 9–0 van Roemenië, met onder anderen Sándor Kocsis en Ferenc Puskás als doelpuntenmakers. Na de jaren 50 en 60 volgden de jaren 70, waarin het Roemeens elftal zich enigszins herstelde door deel te nemen aan de Olympische Zomerspelen 1964 in Japan; het olympisch voetbaltoernooi was echter inmiddels minder prestigieus dan in 1924, en Roemenië kwam niet verder dan de kwartfinale. Hongarije won in Yokohama met 2–0. Roemenië gaf vervolg aan de opleving door zich in 1969 te kwalificeren voor het wereldkampioenschap voetbal 1970 in Mexico, ondanks een 3–0 nederlaag tegen Portugal en tweemaal een gelijkspel tegen Griekenland. Het was de vierde deelname voor Roemenië aan een wereldkampioenschap. Net als in de drie eerdere deelnames was het elftal ook in 1970 onsuccesvol: het werd ingedeeld in een groep met titelverdediger Engeland en uiteindelijke winnaar Brazilië. Roemenië verloor van beide landen – hetzij met kleine cijfers, respectievelijk 0–1 en 2–3 – en won van het vierde land in de groep, Tsjecho-Slowakije. Na de niet teleurstellende prestatie op het WK 1970 leek Roemenië zich ook voor het volgende wereldkampioenschap te kunnen kwalificeren, in een kwalificatiegroep met Finland en Albanië. De Duitse Democratische Republiek (Oost-Duitsland) was het vierde land in de groep en boekte in september 1973 een beslissende overwinning op Roemenië, door twee doelpunten van Bernd Bransch: hoewel de Roemenen een maand later hun grootste overwinning ooit behaalden tegen Finland (9–0) liepen ze met één punt verschil WK-kwalificatie mis, waardoor het elftal van de DDR in 1974 de grens overstak naar West-Duitsland, waar het wereldkampioenschap voetbal 1974 werd gespeeld. Na de mislukte kwalificatie kwam Roemenië meer dan tien jaar niet meer in de buurt van een eindtoernooi en wist het niet veel kwalificatieduels winnend af te sluiten.
Na zes mislukte kwalificatietoernooien wist Roemenië zich in november 1983 voor het eerst te plaatsen voor een Europees kampioenschap, het toernooi in 1984 in Frankrijk. Door enkele nipte overwinningen en gelijkspellen eindigde het elftal één punt boven de nummer twee in de kwalificatiegroep, Zweden. Onder bondscoach Mircea Lucescu werd Roemenië ingedeeld in een groep met Spanje, in het verleden veelvuldig opponent van de Roemenen, titelverdediger West-Duitsland en stille titelfavoriet Portugal. Roemenië begon met een gelijkspel tegen het Spaans elftal: László Bölöni en Francisco José Carrasco waren de doelpuntenmakers (1–1). De twee overige groepswedstrijden werden beide verloren. Zoals in de voorgaande decennia gebruikelijk was geworden, plaatste Roemenië zich niet voor het volgende WK (1986) en EK (1988).

### Gouden generatie in de jaren 90
Eind jaren tachtig kwam een sterke generatie Roemeense voetballers op, onder wie Gheorghe Hagi, een speler die toentertijd werd beschouwd als een van de beste middenvelders in Europa. Roemenië kwalificeerde zich na twintig jaar voor het eerst weer voor het wereldkampioenschap voetbal in Italië. Ingedeeld in groep B wonnen de Roemenen hun eerste wedstrijd op 9 juni 1990 van de grote Sovjet-Unie, met Marius Lăcătuș als maker van beide doelpunten (0–2 winst). Vijf dagen later was Kameroen, dat in de eerste speelronde titelverdediger Argentinië had verslagen, met twee late doelpunten te sterk. Doordat Roemenië vervolgens het afsluitende groepsduel tegen de Argentijnen gelijkspeelde, werd een plaats in de tweede ronde van het toernooi afgedwongen. In de achtste finale tegen Ierland hield de Roemeense defensie stand; in de strafschoppenserie schoot iedereen raak, behalve de Roemeen Daniel Timofte, waardoor de Roemenen na vier wedstrijden waren uitgeschakeld op hun eerste kampioenschap na enkele decennia van onzichtbaarheid. Timofte stopte tien jaar later met voetbal, waarna hij in Petroșani een bar met de naam "Penalty" opende.
Deelname aan zowel een wereld- als een Europees kampioenschap direct na elkaar zou een primeur zijn voor het Roemeens voetbalelftal, maar kwalificatie voor het Europees kampioenschap van 1992 mislukte in het laatste kwalificatieduel, toen een overwinning nodig was, maar Bulgarije de Roemenen op een gelijkspel hield. Schotland kwalificeerde zich bijgevolg met één punt verschil voor het toernooi. Een plaats bij het volgende WK, georganiseerd in de Verenigde Staten, werd wel afgedwongen. Met Hagi en Petrescu als voornaamste doelpuntenmakers won Roemenië van zowel het gastland als van Colombia, waardoor het land als eerste eindigde in de groep. Argentinië was de tegenstander in de achtste finale en favoriet voor de overwinning; de Argentijnen – die Diego Maradona misten, nadat hij betrapt was op drugsgebruik – kregen hun kans voor revanche na het gelijkspel in 1990. Het duel, gespeeld op 3 juli 1994 in de Rose Bowl (Pasadena), werd desondanks gewonnen door Roemenië en wordt beschouwd als de beste wedstrijd van het toernooi en een van de beste wedstrijden op een wereldkampioenschap ooit. Roemenië dankte het succes voornamelijk aan de sterspeler van het elftal, Hagi, en de verdedigende kalmte binnen de ploeg, ondanks de vele aanvallen van het Argentijns elftal. Daar waar in de groepsfase Roemenië zich in aanvallend opzicht weinig had getoond, viel het in het duel tegen Argentinië veelvuldig aan en bleek het uiteindelijk de sterkste (3–2). Roemenië verloor de kwartfinale van Zweden, nadat Miodrag Belodedici in de strafschoppenserie de beslissende strafschop niet benutte – een herhaling van 1990, toen het Roemeens elftal ook na strafschoppen werd uitgeschakeld.
De gouden generatie van Roemenië speelde een succesvol kwalificatietoernooi voor het Europees kampioenschap 1996, waardoor het elftal voor het eerst twee toernooien op rij speelde. In de kwalificaties eindigde Roemenië als eerste in een kwalificatiegroep met onder meer Frankrijk en Slowakije. Op het hoofdtoernooi speelde het Roemeens elftal in een groep met opnieuw Frankrijk, opnieuw Spanje en Bulgarije. Hoewel het na het WK 1994 en de kwalificatie voor dit toernooi een favorietenrol was toebedeeld, won Roemenië geen wedstrijd en maakte het in drie groepsduels maar één doelpunt, in de afsluitende wedstrijd tegen de Spanjaarden (1–2). De vroege uitschakeling op het EK 1996 betekende nog niet het einde van de gouden generatie: ongeslagen (negenmaal winst, eenmaal gelijk) bereikte Roemenië het wereldkampioenschap voetbal 1998, waar het door de prestaties vier jaar eerder in de Verenigde Staten bij de loting een geplaatste status had. Hoewel de belangrijkste spelers van Roemenië inmiddels vedettes waren, die zich bevonden in de laatste jaren van hun voetbalcarrière – Hagi, die inmiddels meer dan 110 interlands had gespeeld, was 33 jaar oud en zou twee jaar later stoppen met voetballen – wilde de generatie nog eenmaal zich laten zien op een wereldtoernooi. In de groepsfase werden Colombia en Engeland verslagen, respectievelijk met 1–0 en 2–1, en was een gelijkspel tegen Tunesië voldoende voor een plaats in de achtste finale. Voor de derde maal op rij plaatste Roemenië zich voor de tweede ronde van het WK. In de achtste finale tegen Kroatië kwam het Roemeens elftal niet aan het niveau van de eerste twee groepswedstrijden. De Roemenen slaagden er niet in een doelpunt te maken, waardoor Davor Šukers doelpunt in de eerste helft – een benutte strafschop – voldoende was voor uitschakeling. De uitschakeling betekende het einde van de gouden generatie van Roemenië: de meest ervaren spelers stopten direct na het toernooi of in de volgende jaren; bondscoach Anghel Iordănescu (1993–1998) stapte uit zijn functie; de nieuwe generatie Roemeense internationals kwam niet in de buurt van het succes uit de jaren 90. De prestaties van de gouden generatie verklaren de hoge notering van Roemenië op de FIFA-wereldranglijst, die in 1993 werd ingevoerd. In september 1997 bereikte Roemenië de derde plaats op de ranglijst, voor Nederland en achter Brazilië (1) en Duitsland (2). Roemenië zou in het eerste decennium van de 21ste eeuw niet ver wegzakken op de ranglijst, omdat het een middenmoter in het Europese interlandvoetbal bleef. Achttien jaar na de derde positie keerde het echter pas weer terug in de mondiale top 10.

### Recente ontwikkelingen

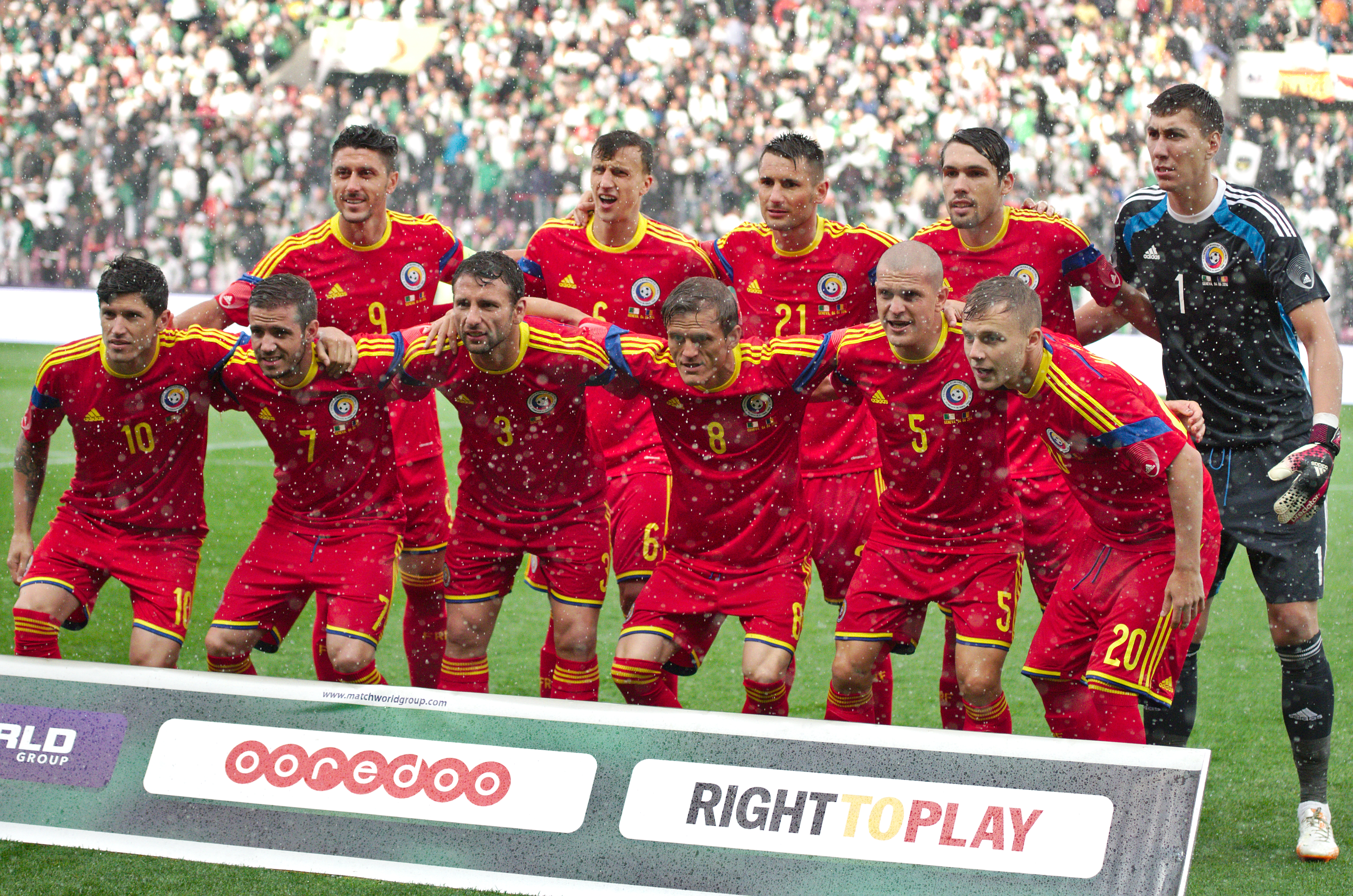
Het Roemeens voetbalelftal voorafgaand aan een oefeninterland tegen WK-ganger Algerije in juni 2014. Ondanks een treffer van Alexandru Chipciu verloor Roemenië met 2–1.

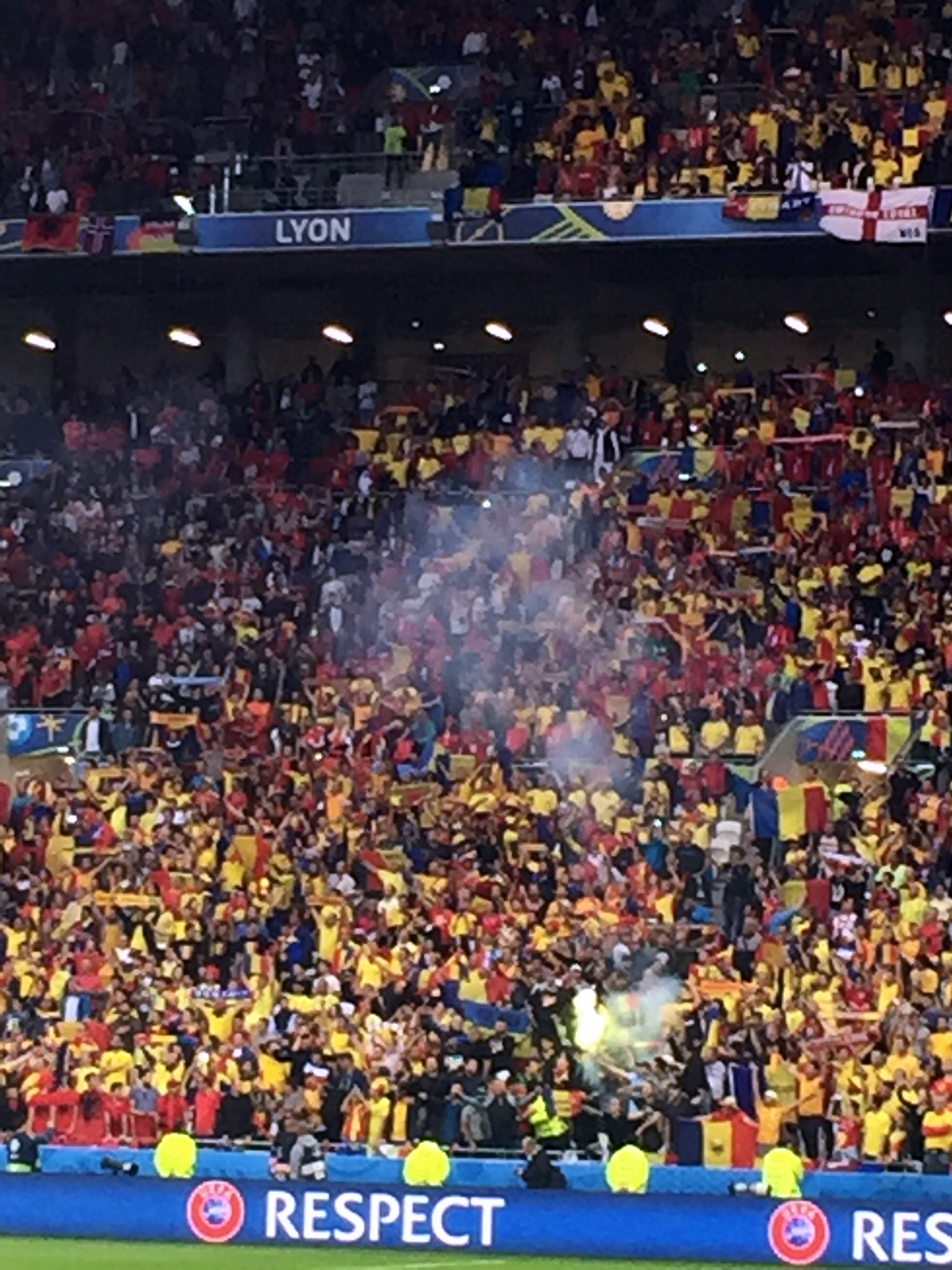
Roemeense supporters tijdens de groepswedstrijd tegen Albanië op het EK 2016

In de eerste anderhalve decennia van de 21ste eeuw was Roemenië in 2001 het dichtst bij deelname aan een wereldkampioenschap: in de play-offs werd met één doelpunt verschil verloren van Slovenië. Kwalificatie voor het WK 2006 mislukte volledig – Roemenië eindigde in de kwalificatiegroep als derde – en het kwalificatietoernooi voor de daaropvolgende editie was evenmin een succes. In een groep van zes landen eindigde Roemenië als vijfde, voor de Faeröer, en verloor het onder meer met 0–3 van Litouwen (september 2008) en met 5–0 van Servië (oktober 2009). De prestaties in dit kwalificatietoernooi leidden tot de laagste ranglijstnotering in de geschiedenis van het Roemeens voetbalelftal (57ste in februari 2011).
Tussen de kwalificatietoernooien voor het wereldkampioenschap door nam Roemenië in 2008 wel deel aan het Europees kampioenschap – in de kwalificaties verloor het een van de in totaal twaalf wedstrijden – waar het werd ingedeeld in een groep des doods met Nederland en de twee finalisten van het wereldkampioenschap, Italië en Frankrijk. Roemenië begon op 9 juni 2008 met een doelpuntloos gelijkspel tegen Frankrijk, terwijl de Italianen met 3–0 verloren van het Nederlands elftal; door tegen Italië vier dagen later wederom gelijk te spelen, had Roemenië bij winst op Nederland zicht op de kwartfinale van het EK. Door doelpunten van Klaas-Jan Huntelaar en Robin van Persie waren de Nederlanders echter met 2–0 te sterk, waardoor Roemenië als derde in de groep eindigde.
Net als in het kwalificatietoernooi voor het WK 2006 eindigde Roemenië bij het toernooi voor plaatsing voor het EK 2012 op een derde plaats, één punt boven Wit-Rusland. Van de tien kwalificatieduels won Roemenië er drie, waarvan twee tegen Luxemburg. Het hoogtepunt in deze kwalificatiereeks was een 3–0 thuisoverwinning op nummer twee Bosnië en Herzegovina, met Ciprian Marica (tweemaal) en Adrian Mutu als doelpuntenmakers. Ook hield Roemenië groepswinnaar Frankrijk in september 2011 op een 0–0 gelijkspel, een herhaling van de groepswedstrijd gespeeld op het Europees kampioenschap in 2008. Onder bondscoach Victor Pițurcă begon Roemenië met een schone lei aan de kwalificatieronde voor het wereldkampioenschap voetbal 2014 in Brazilië, met oude rivaal Nederland – die Roemenië ook tegenkwam in de kwalificaties voor het WK 2006 en EK 2008 en het eindtoernooi in 2008 – Turkije, Estland, Hongarije en Andorra. Voor Roemenië verliep de kwalificatiereeks succesvol: de eerste drie wedstrijden werden allemaal gewonnen, met een 0–1 uitoverwinning op Turkije als beste resultaat. Gheorghe Grozav maakte het enige doelpunt van de wedstrijd. Ook van Hongarije wist Roemenië te winnen (3–0 in september 2013). Het Nederlands elftal versloeg de Roemenen tweemaal; het waren de grootste nederlagen die Roemenië in het kwalificatietoernooi leed. Thuis werd met 1–4 verloren en in de Amsterdam ArenA verloor Roemenië met 4–0 van Nederland, dat als eerste in de groep zou eindigen. In oktober 2013, tijdens de laatste speelronde van de WK-kwalificatie, won Roemenië na twee doelpunten van Marica van de Esten; tegelijkertijd werd Turkije verslagen door Nederland, waardoor Roemenië zich voor het eerst sinds 2001 plaatste voor de play-offs voor WK-deelname. In de play-off was Griekenland de tegenstander. De Grieken wonnen de eerste wedstrijd op 15 november 2013 met 3–1 van Roemenië, waarna een 1–1 gelijkspel voldoende was voor Griekenland. Door de behaalde resultaten in het kwalificatietoernooi kwam Roemenië in 2014 weer de top twintig van de FIFA-ranglijst binnen.
Met spelers als Costel Pantilimon, Gabriel Torje, Alexandru Chipciu, Vlad Chiricheș, Alexandru Maxim, Răzvan Raț en Ciprian Tătărușanu vormde zich een nieuwe Roemeense selectie, die na het – relatief succesvolle – WK-kwalificatietoernooi in 2014 begon aan de kwalificatieronde voor het Europees kampioenschap 2016 in Frankrijk. Griekenland, dat Roemenië eind 2013 van WK-deelname had weerhouden, was de eerste tegenstander in de kwalificaties: in Piraeus won Roemenië met 0–1 door een benutte strafschop van Ciprian Marica. Hoewel Roemenië een ongeslagen start van de EK-kwalificatie kende, werd het contract van bondscoach Victor Pițurcă in oktober 2014 ontbonden na problemen tussen hem en de voetbalbond; Iordănescu, de succestrainer uit de jaren 90, keerde terug uit pensioen en begon aan een nieuw termijn als bondscoach van Roemenië. In november 2014 won Roemenië onder Iordănescu het kwalificatieduel tegen Noord-Ierland (dat als eerste in de groep zou eindigen) en de oefeninterland tegen Denemarken. Na een 0–3 overwinning op de Faeröer op 14 oktober 2015 kwalificeerde Roemenië zich voor het eindtoernooi, voor het eerst sinds 2008. In het gehele kwalificatietoernooi bleef het elftal ongeslagen. Op dat Europees kampioenschap kwam Roemenië niet verder dan de groepsfase. Het haalde in een poule met gastland Frankrijk, en verder Albanië en Zwitserland slechts één punt. Roemenië verloor de openingswedstrijd van dat EK met 2–1 van Frankrijk, speelde daarna gelijk tegen Zwitserland (1–1) en verloor daarna met 0–1 van Albanië, waardoor het EK al afgelopen was in de eerste ronde. Iordănescu trad terug als bondscoach, waarna in juli 2016 de Duitser Christoph Daum werd aangesteld als zijn opvolger. Daum hield het slechts een jaar vol, omdat Roemenië in de kwalificatiepoule voor het WK 2018 als vierde eindigde en alleen Armenië en Kazachstan voor zich hield. Ook in de kwalificatie voor het EK 2020, waarop Boekarest een gaststad was, eindigde Roemenië als vierde, maar kon het via hun eindklassering in de UEFA Nations League 2018/19 toch deelnemen aan de play-offs. Daarin werd verloren van IJsland.

## Prestaties op internationale toernooien

### Wereldkampioenschap
| Wereldkampioenschap voetbal | Wereldkampioenschap voetbal | Wereldkampioenschap voetbal | Wereldkampioenschap voetbal | Wereldkampioenschap voetbal | Wereldkampioenschap voetbal | Wereldkampioenschap voetbal | Wereldkampioenschap voetbal | Wereldkampioenschap voetbal | Wereldkampioenschap voetbal |
| Jaar                        | Ronde                       | Wed.                        | W                           | G                           | V                           | DV                          | DT                          | Kwal                        |                             |
| --------------------------- | --------------------------- | --------------------------- | --------------------------- | --------------------------- | --------------------------- | --------------------------- | --------------------------- | --------------------------- | --------------------------- |
| 1930                        | Groepsfase                  | 2                           | 1                           | 0                           | 1                           | 3                           | 5                           |                             |                             |
| 1934                        | Eerste ronde                | 1                           | 0                           | 0                           | 1                           | 1                           | 2                           | (Kwal.)                     |                             |
| 1938                        | Eerste ronde                | 2                           | 0                           | 1                           | 1                           | 4                           | 5                           | (Kwal.)                     |                             |
| 1950                        | Geen deelname               | Geen deelname               | Geen deelname               | Geen deelname               | Geen deelname               | Geen deelname               | Geen deelname               | Geen deelname               |                             |
| 1954                        | Niet gekwalificeerd         | Niet gekwalificeerd         | Niet gekwalificeerd         | Niet gekwalificeerd         | Niet gekwalificeerd         | Niet gekwalificeerd         | Niet gekwalificeerd         | Niet gekwalificeerd         |                             |
| 1958                        | Niet gekwalificeerd         | Niet gekwalificeerd         | Niet gekwalificeerd         | Niet gekwalificeerd         | Niet gekwalificeerd         | Niet gekwalificeerd         | Niet gekwalificeerd         | Niet gekwalificeerd         |                             |
| 1962                        | Teruggetrokken              | Teruggetrokken              | Teruggetrokken              | Teruggetrokken              | Teruggetrokken              | Teruggetrokken              | Teruggetrokken              | Teruggetrokken              |                             |
| 1966                        | Niet gekwalificeerd         | Niet gekwalificeerd         | Niet gekwalificeerd         | Niet gekwalificeerd         | Niet gekwalificeerd         | Niet gekwalificeerd         | Niet gekwalificeerd         | Niet gekwalificeerd         |                             |
| 1970                        | Groepsfase                  | 3                           | 1                           | 0                           | 2                           | 4                           | 5                           | (Kwal.)                     |                             |
| 1974                        | Niet gekwalificeerd         | Niet gekwalificeerd         | Niet gekwalificeerd         | Niet gekwalificeerd         | Niet gekwalificeerd         | Niet gekwalificeerd         | Niet gekwalificeerd         | Niet gekwalificeerd         |                             |
| 1978                        | Niet gekwalificeerd         | Niet gekwalificeerd         | Niet gekwalificeerd         | Niet gekwalificeerd         | Niet gekwalificeerd         | Niet gekwalificeerd         | Niet gekwalificeerd         | Niet gekwalificeerd         |                             |
| 1982                        | Niet gekwalificeerd         | Niet gekwalificeerd         | Niet gekwalificeerd         | Niet gekwalificeerd         | Niet gekwalificeerd         | Niet gekwalificeerd         | Niet gekwalificeerd         | Niet gekwalificeerd         |                             |
| 1986                        | Niet gekwalificeerd         | Niet gekwalificeerd         | Niet gekwalificeerd         | Niet gekwalificeerd         | Niet gekwalificeerd         | Niet gekwalificeerd         | Niet gekwalificeerd         | Niet gekwalificeerd         |                             |
| 1990                        | Achtste finale              | 4                           | 1                           | 2                           | 1                           | 4                           | 3                           | (Kwal.)                     |                             |
| 1994                        | Kwartfinale                 | 5                           | 3                           | 1                           | 1                           | 10                          | 9                           | (Kwal.)                     |                             |
| 1998                        | Achtste finale              | 4                           | 2                           | 1                           | 1                           | 4                           | 3                           | (Kwal.)                     |                             |
| 2002                        | Niet gekwalificeerd         | Niet gekwalificeerd         | Niet gekwalificeerd         | Niet gekwalificeerd         | Niet gekwalificeerd         | Niet gekwalificeerd         | Niet gekwalificeerd         | Niet gekwalificeerd         |                             |
| 2006                        | Niet gekwalificeerd         | Niet gekwalificeerd         | Niet gekwalificeerd         | Niet gekwalificeerd         | Niet gekwalificeerd         | Niet gekwalificeerd         | Niet gekwalificeerd         | Niet gekwalificeerd         |                             |
| 2010                        | Niet gekwalificeerd         | Niet gekwalificeerd         | Niet gekwalificeerd         | Niet gekwalificeerd         | Niet gekwalificeerd         | Niet gekwalificeerd         | Niet gekwalificeerd         | Niet gekwalificeerd         |                             |
| 2014                        | Niet gekwalificeerd         | Niet gekwalificeerd         | Niet gekwalificeerd         | Niet gekwalificeerd         | Niet gekwalificeerd         | Niet gekwalificeerd         | Niet gekwalificeerd         | Niet gekwalificeerd         |                             |
| 2018                        | Niet gekwalificeerd         | Niet gekwalificeerd         | Niet gekwalificeerd         | Niet gekwalificeerd         | Niet gekwalificeerd         | Niet gekwalificeerd         | Niet gekwalificeerd         | Niet gekwalificeerd         |                             |
| 2022                        | Niet gekwalificeerd         | Niet gekwalificeerd         | Niet gekwalificeerd         | Niet gekwalificeerd         | Niet gekwalificeerd         | Niet gekwalificeerd         | Niet gekwalificeerd         | Niet gekwalificeerd         |                             |

### Europees kampioenschap
| Europees kampioenschap voetbal | Europees kampioenschap voetbal | Europees kampioenschap voetbal | Europees kampioenschap voetbal | Europees kampioenschap voetbal | Europees kampioenschap voetbal | Europees kampioenschap voetbal | Europees kampioenschap voetbal | Europees kampioenschap voetbal | Europees kampioenschap voetbal |
| Jaar                           | Ronde                          | Wed.                           | W                              | G                              | V                              | DV                             | DT                             | Kwal                           |                                |
| ------------------------------ | ------------------------------ | ------------------------------ | ------------------------------ | ------------------------------ | ------------------------------ | ------------------------------ | ------------------------------ | ------------------------------ | ------------------------------ |
| 1960                           | Niet gekwalificeerd            | Niet gekwalificeerd            | Niet gekwalificeerd            | Niet gekwalificeerd            | Niet gekwalificeerd            | Niet gekwalificeerd            | Niet gekwalificeerd            | Niet gekwalificeerd            |                                |
| 1964                           | Niet gekwalificeerd            | Niet gekwalificeerd            | Niet gekwalificeerd            | Niet gekwalificeerd            | Niet gekwalificeerd            | Niet gekwalificeerd            | Niet gekwalificeerd            | Niet gekwalificeerd            |                                |
| 1968                           | Niet gekwalificeerd            | Niet gekwalificeerd            | Niet gekwalificeerd            | Niet gekwalificeerd            | Niet gekwalificeerd            | Niet gekwalificeerd            | Niet gekwalificeerd            | Niet gekwalificeerd            |                                |
| 1972                           | Niet gekwalificeerd            | Niet gekwalificeerd            | Niet gekwalificeerd            | Niet gekwalificeerd            | Niet gekwalificeerd            | Niet gekwalificeerd            | Niet gekwalificeerd            | Niet gekwalificeerd            |                                |
| 1976                           | Niet gekwalificeerd            | Niet gekwalificeerd            | Niet gekwalificeerd            | Niet gekwalificeerd            | Niet gekwalificeerd            | Niet gekwalificeerd            | Niet gekwalificeerd            | Niet gekwalificeerd            |                                |
| 1980                           | Niet gekwalificeerd            | Niet gekwalificeerd            | Niet gekwalificeerd            | Niet gekwalificeerd            | Niet gekwalificeerd            | Niet gekwalificeerd            | Niet gekwalificeerd            | Niet gekwalificeerd            |                                |
| 1984                           | Groepsfase                     | 3                              | 0                              | 1                              | 2                              | 2                              | 4                              | (Kwal.)                        |                                |
| 1988                           | Niet gekwalificeerd            | Niet gekwalificeerd            | Niet gekwalificeerd            | Niet gekwalificeerd            | Niet gekwalificeerd            | Niet gekwalificeerd            | Niet gekwalificeerd            | Niet gekwalificeerd            |                                |
| 1992                           | Niet gekwalificeerd            | Niet gekwalificeerd            | Niet gekwalificeerd            | Niet gekwalificeerd            | Niet gekwalificeerd            | Niet gekwalificeerd            | Niet gekwalificeerd            | Niet gekwalificeerd            |                                |
| 1996                           | Groepsfase                     | 3                              | 0                              | 0                              | 3                              | 1                              | 4                              | (Kwal.)                        |                                |
| 2000                           | Kwartfinale                    | 4                              | 1                              | 1                              | 2                              | 4                              | 6                              | (Kwal.)                        |                                |
| 2004                           | Niet gekwalificeerd            | Niet gekwalificeerd            | Niet gekwalificeerd            | Niet gekwalificeerd            | Niet gekwalificeerd            | Niet gekwalificeerd            | Niet gekwalificeerd            | Niet gekwalificeerd            |                                |
| 2008                           | Groepsfase                     | 3                              | 0                              | 2                              | 1                              | 1                              | 3                              | (Kwal.)                        |                                |
| 2012                           | Niet gekwalificeerd            | Niet gekwalificeerd            | Niet gekwalificeerd            | Niet gekwalificeerd            | Niet gekwalificeerd            | Niet gekwalificeerd            | Niet gekwalificeerd            | Niet gekwalificeerd            |                                |
| 2016                           | Groepsfase                     | 3                              | 0                              | 1                              | 2                              | 2                              | 4                              | (Kwal.)                        |                                |
| 2020                           | Niet gekwalificeerd            | Niet gekwalificeerd            | Niet gekwalificeerd            | Niet gekwalificeerd            | Niet gekwalificeerd            | Niet gekwalificeerd            | Niet gekwalificeerd            | Niet gekwalificeerd            |                                |
| 2024                           | Achtste finale                 | 4                              | 1                              | 1                              | 2                              | 4                              | 6                              | (Kwal.)                        |                                |

### UEFA Nations League
| 2018–19 | C | 32e | 6 | 3 | 3 | 0 | 8 | 3 | Stabiel |
| 2020–21 | B | 26e | 6 | 2 | 2 | 2 | 8 | 9 | Stabiel |
| 2022–23 | B | 29e | 6 | 2 | 1 | 3 | 6 | 8 | Gedaald |

## Bekende spelers

Gheorghe Constantin
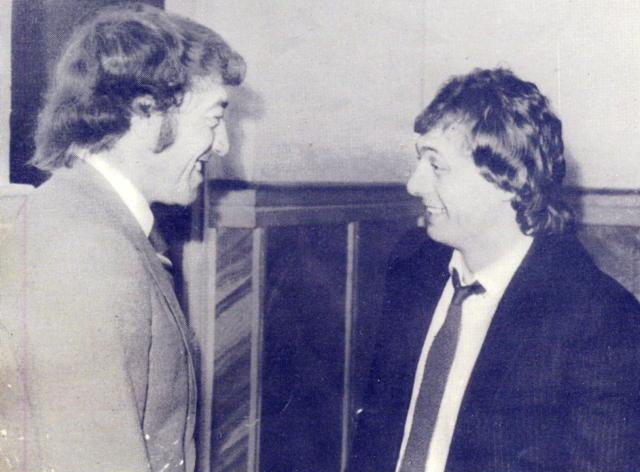
Nicolae Dobrin en Ilie Balaci
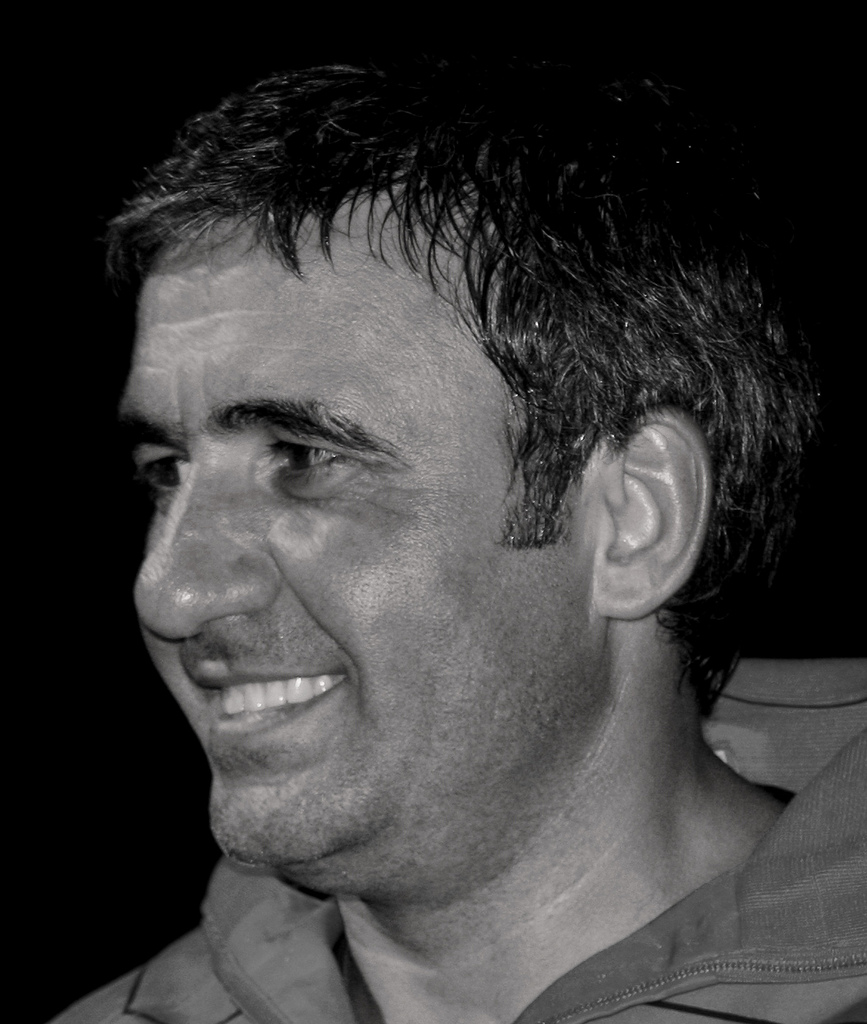
Gheorghe Hagi
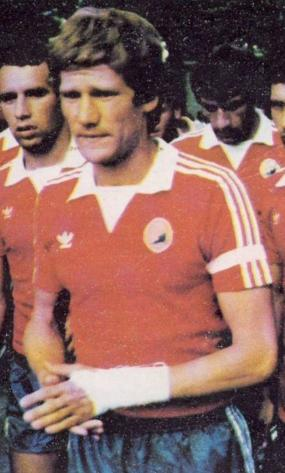
Ladislau Bölöni
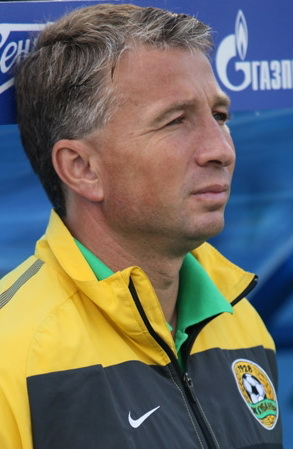
Dan Petrescu
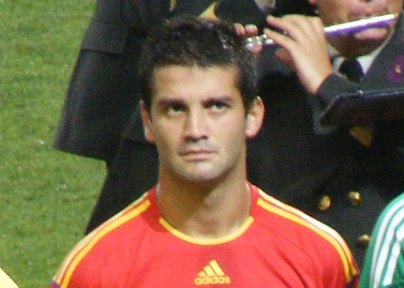
Cristian Chivu
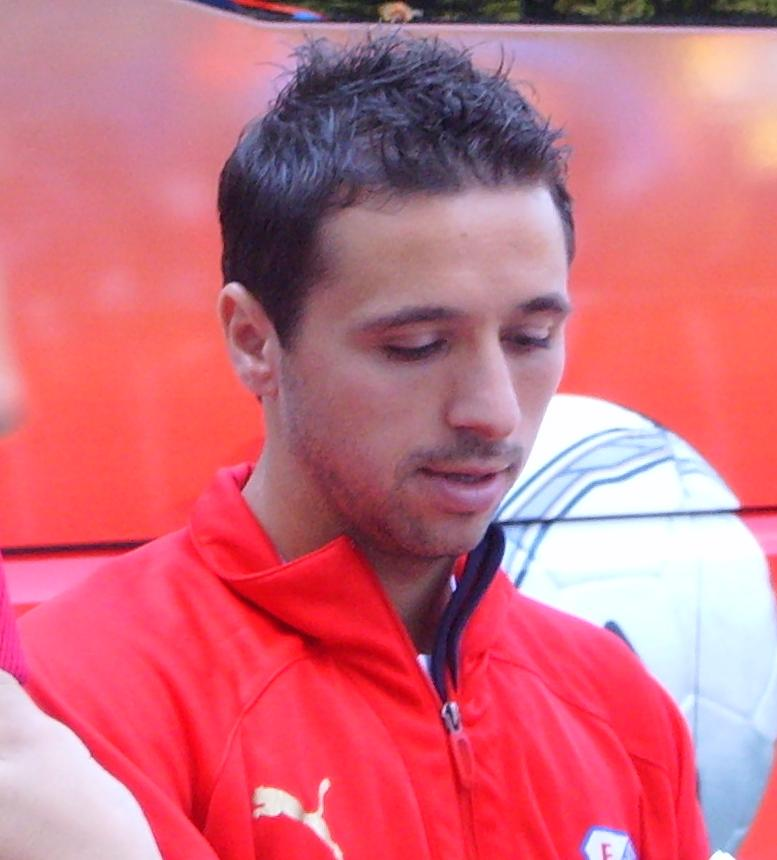
Lucian Sânmărtean

## Huidige selectie
De volgende spelers werden opgenomen in de voorselectie voor het EK 2024.
Interlands en doelpunten bijgewerkt tot en met de wedstrijd tegen  Colombia op 26 maart 2024.
| №           | Naam               | Wed. | Dlpnt. | Club                  |
| ----------- | ------------------ | ---- | ------ | --------------------- |
| Doel        |                    |      |        |                       |
|             | Florin Niță        | 20   | 0      | Gaziantepspor         |
|             | Horațiu Moldovan   | 10   | 0      | Atlético Madrid       |
|             | Ștefan Târnovanu   | 1    | 0      | FCSB                  |
|             | Răzvan Sava        | 0    | 0      | CFR Cluj              |
| Verdediging |                    |      |        |                       |
|             | Nicușor Bancu      | 34   | 2      | Universitatea Craiova |
|             | Andrei Burcă       | 27   | 1      | Al-Okhdood            |
|             | Ionuț Nedelcearu   | 26   | 2      | Palermo               |
|             | Adrian Rus         | 19   | 1      | Paphos                |
|             | Andrei Rațiu       | 16   | 1      | Rayo Vallecano        |
|             | Radu Drăgușin      | 15   | 0      | Tottenham Hotspur     |
|             | Vasile Mogoș       | 5    | 0      | CFR Cluj              |
|             | Bogdan Racovițan   | 1    | 0      | Raków Częstochowa     |
| Middenveld  |                    |      |        |                       |
|             | Nicolae Stanciu    | 68   | 14     | Damac                 |
|             | Răzvan Marin       | 54   | 3      | Empoli                |
|             | Alexandru Cicâldău | 36   | 4      | Konyaspor             |
|             | Ianis Hagi         | 33   | 5      | Alavés                |
|             | Dennis Man         | 22   | 7      | Parma                 |
|             | Valentin Mihăilă   | 19   | 4      | Parma                 |
|             | Marius Marin       | 16   | 0      | Pisa                  |
|             | Darius Olaru       | 16   | 0      | FCSB                  |
|             | Deian Sorescu      | 16   | 0      | Gaziantepspor         |
|             | Florinel Coman     | 13   | 1      | FCSB                  |
|             | Adrian Șut         | 1    | 0      | FCSB                  |
|             | Constantin Grameni | 0    | 0      | Farul Constanța       |
| Aanval      |                    |      |        |                       |
|             | George Pușcaș      | 41   | 11     | Bari                  |
|             | Denis Alibec       | 37   | 5      | Muaither              |
|             | Denis Drăguș       | 9    | 2      | Gaziantepspor         |
|             | Daniel Bîrligea    | 1    | 0      | CFR Cluj              |

## FIFA-wereldranglijst[53]
| 1993 | 1994 | 1995 | 1996 | 1997 | 1998 | 1999 | 2000 | 2001 | 2002 | 2003 | 2004 | 2005 | 2006 | 2007 | 2008 | 2009 | 2010 | 2011 | 2012 | 2013 | 2014 | 2015 | 2016 | 2017 | 2018 | 2019 | 2020 | 2021 | 2022 | 2023 | 2024 |
| ---- | ---- | ---- | ---- | ---- | ---- | ---- | ---- | ---- | ---- | ---- | ---- | ---- | ---- | ---- | ---- | ---- | ---- | ---- | ---- | ---- | ---- | ---- | ---- | ---- | ---- | ---- | ---- | ---- | ---- | ---- | ---- |
| 13   | 11   | 11   | 16   | 7    | 12   | 8    | 13   | 15   | 24   | 27   | 29   | 27   | 19   | 13   | 21   | 36   | 56   | 56   | 33   | 32   | 15   | 16   | 39   | 41   | 24   | 37   | 37   | 44   | 52   | 43   | 38   |

## Statistieken
- Bijgewerkt tot en met de EK-wedstrijd tegen  Nederland (0-3) op 2 juli 2024.

### Bondscoaches

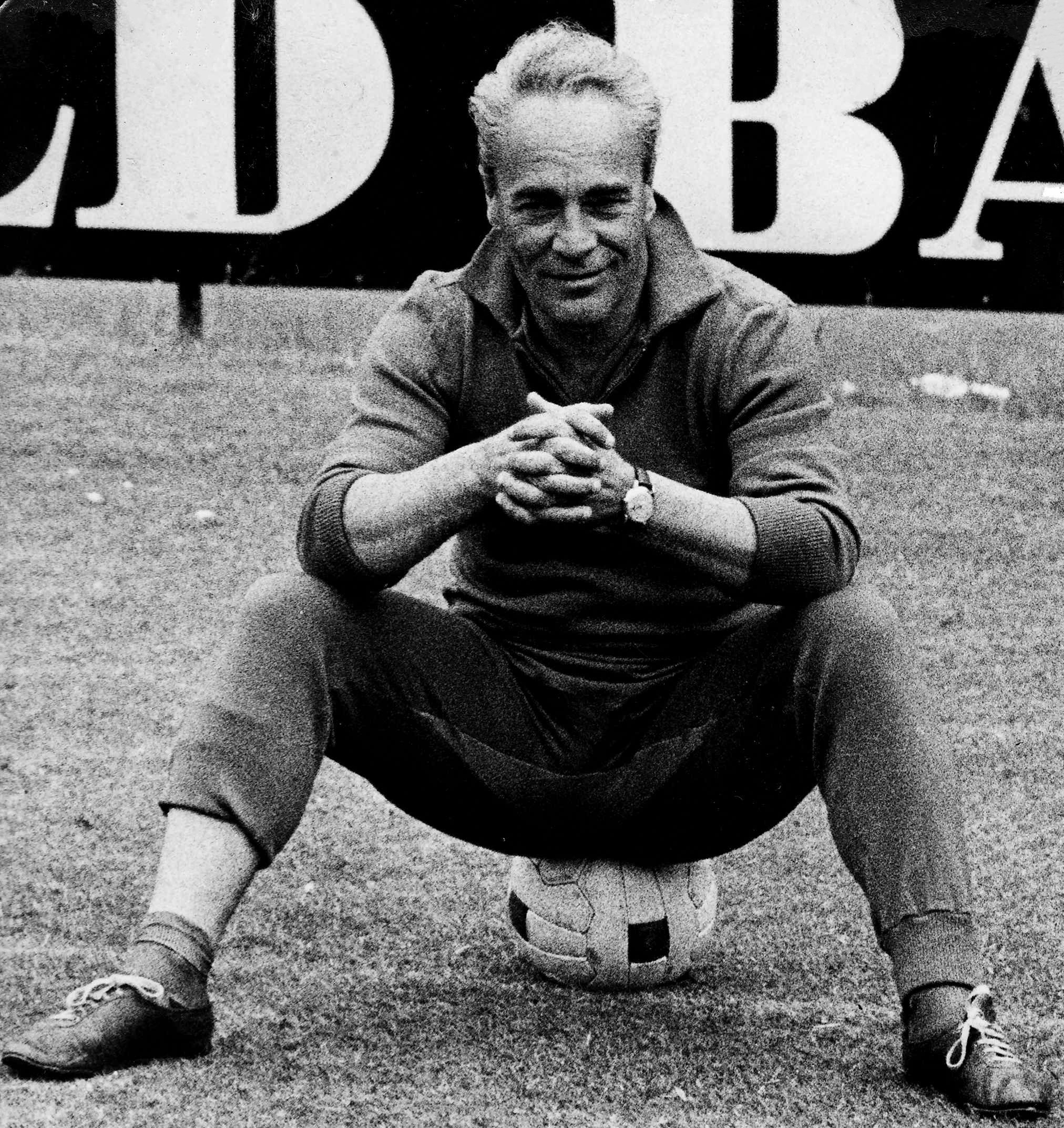
Silviu Ploeșteanu (1962–1964)
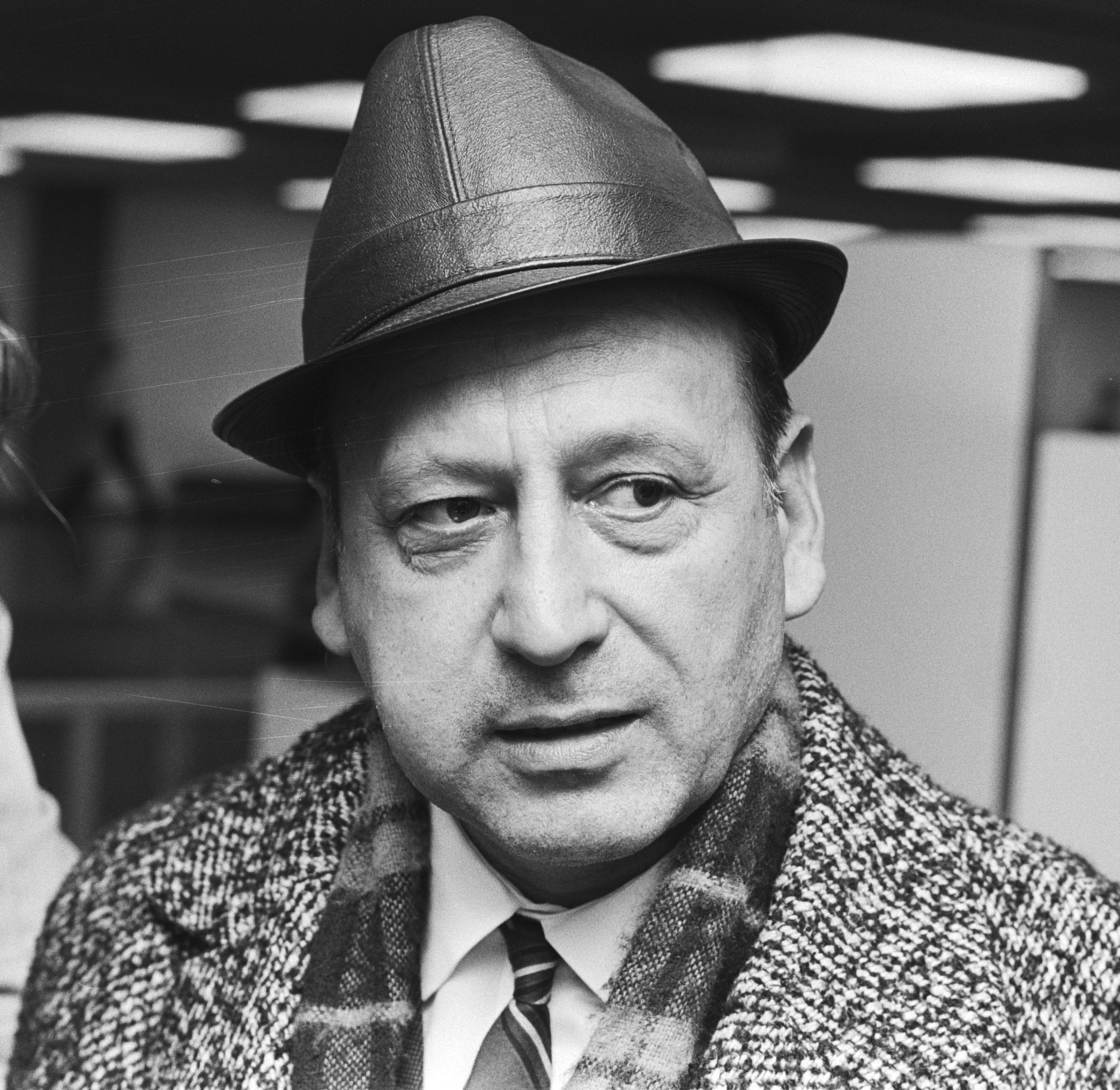
Angelo Niculescu (1967–1972)
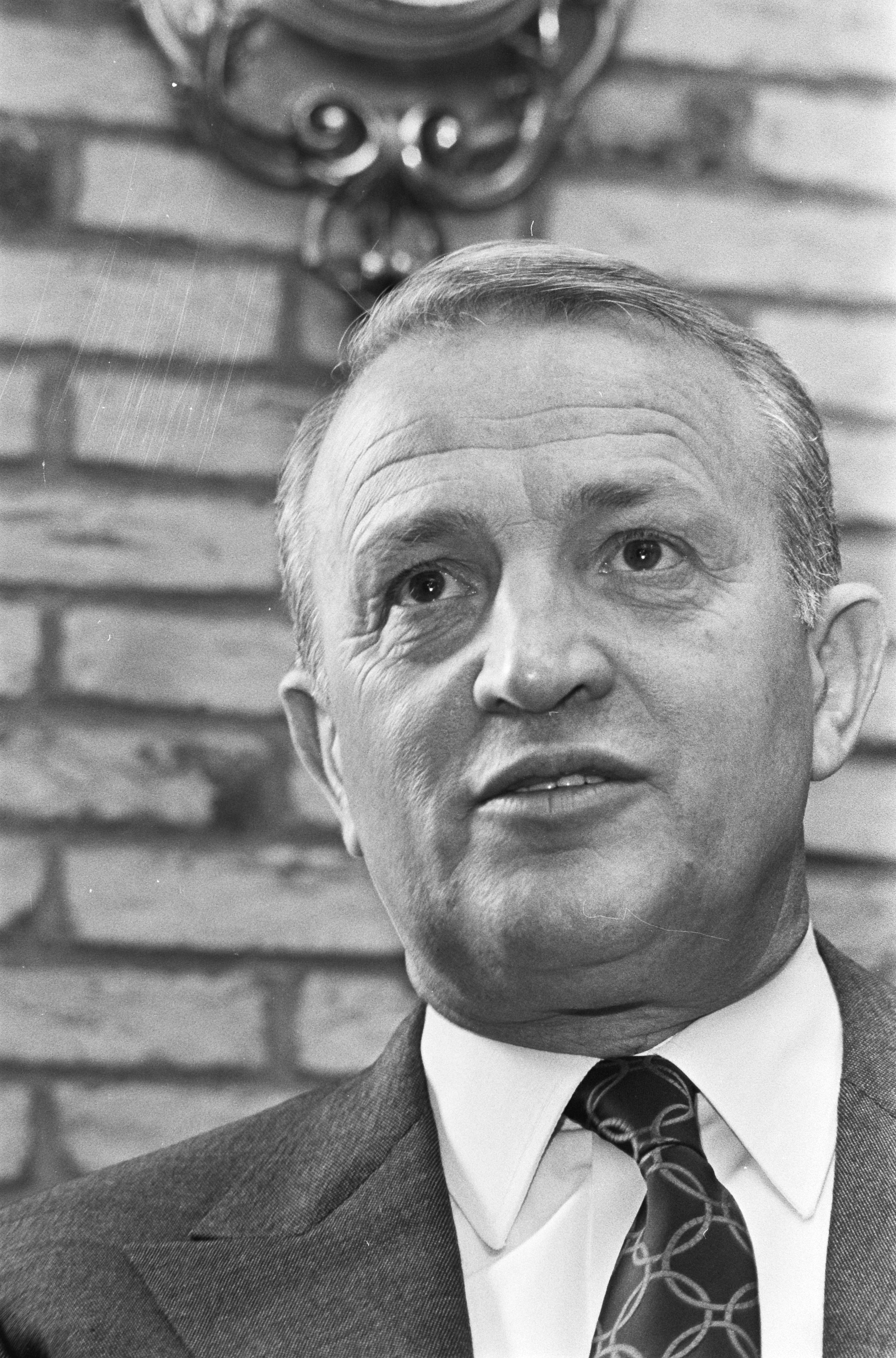
Ștefan Kovács (1976–1980)
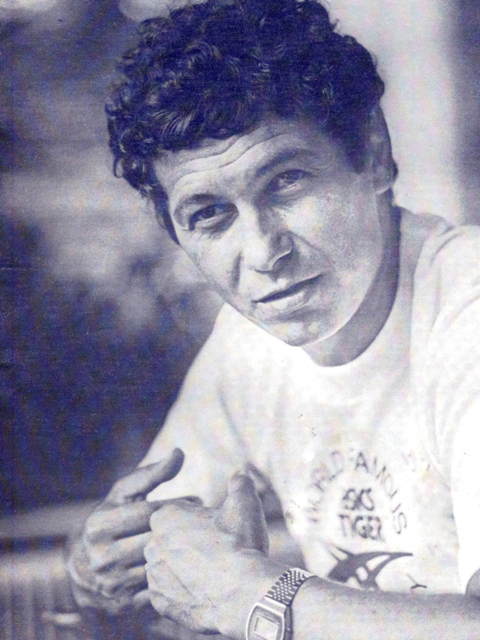
Mircea Lucescu (1981–1986)
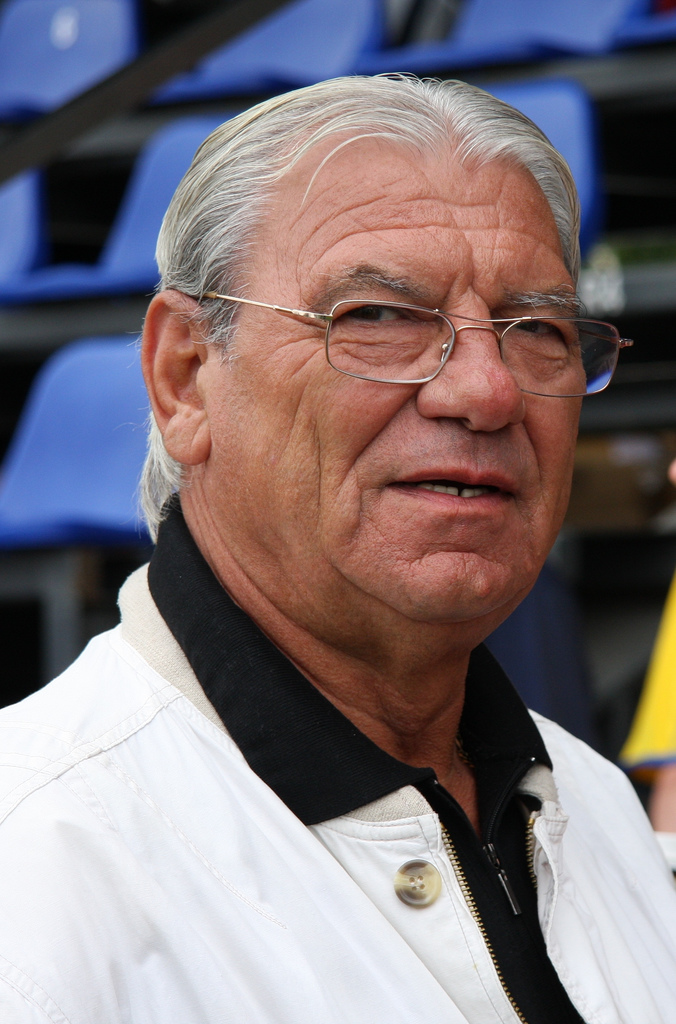
Emerich Jenei (1986–1990)
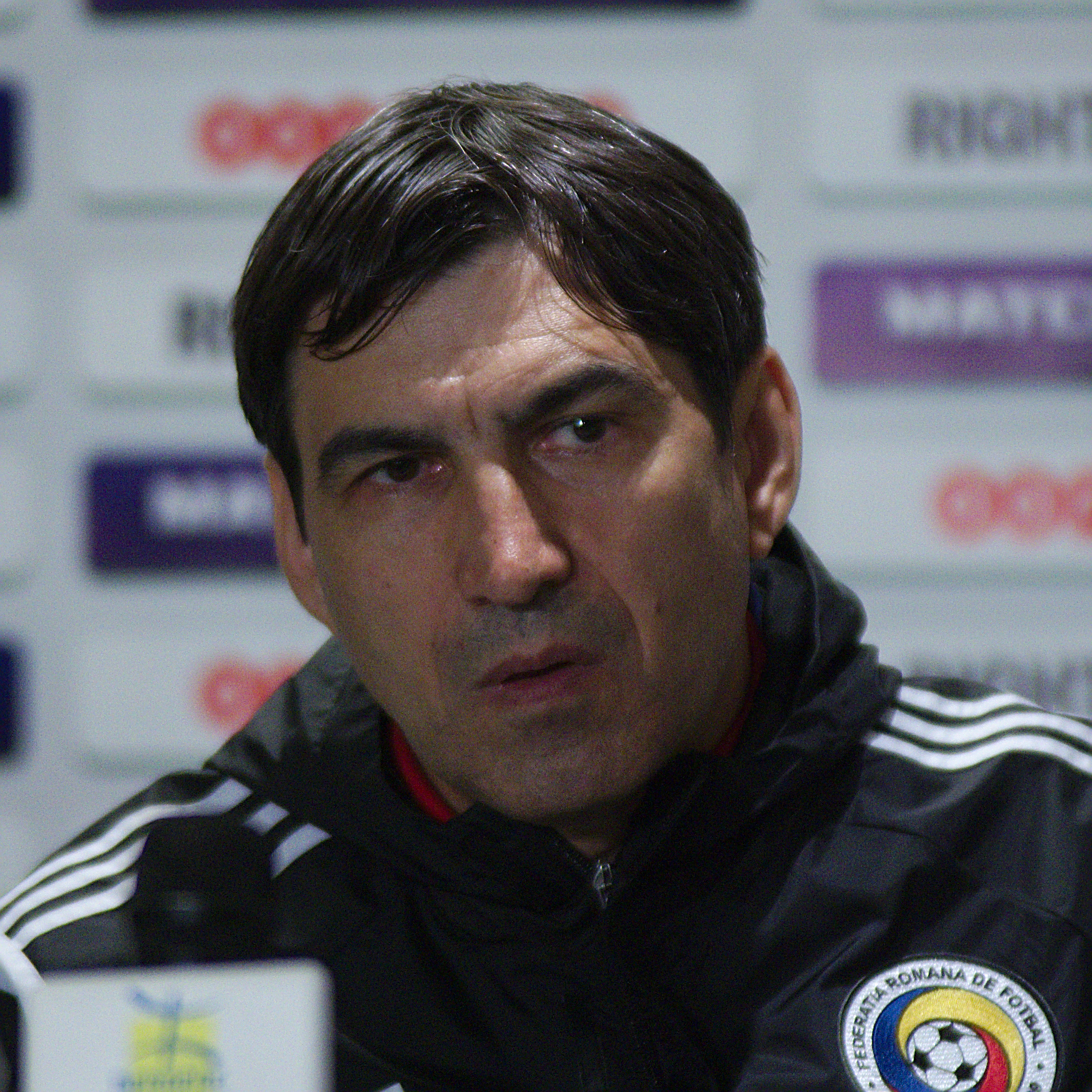
Victor Pițurcă (1998–99, 2004–09, 2011–14)
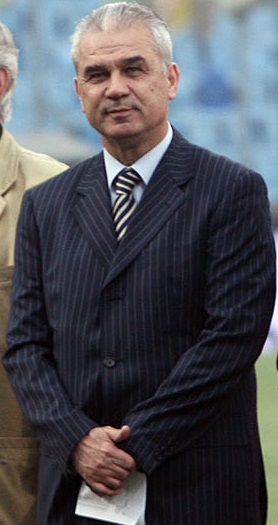
Anghel Iordănescu (1993–98, 2002–04, 2014–2016)
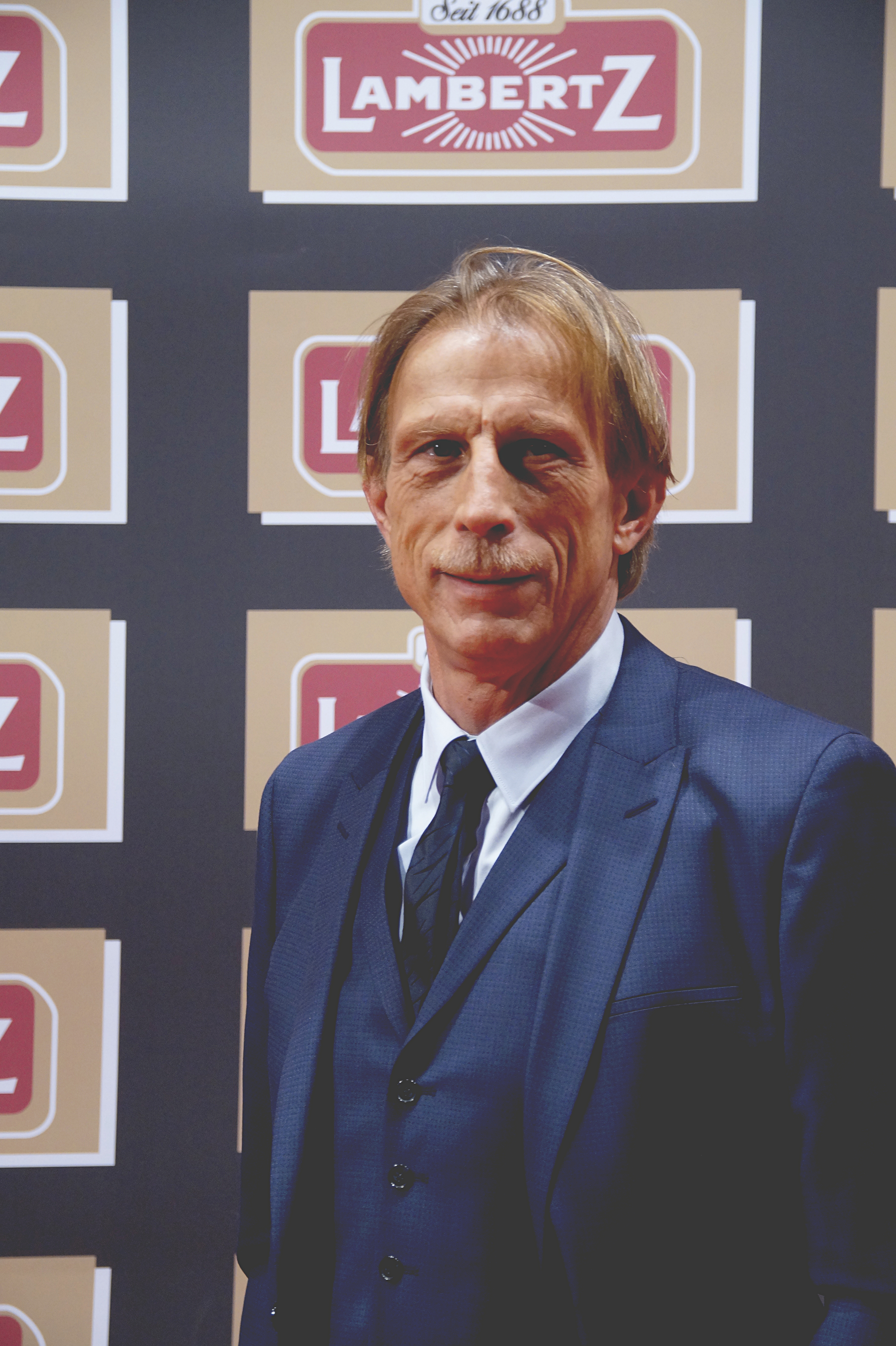
Christoph Daum (2016–)

| Naam                 | Van               | Tot               | D  | W  | G  | V  |
| -------------------- | ----------------- | ----------------- | -- | -- | -- | -- |
| Teofil Morariu       | 8 juni 1922       | 2 september 1923  | 5  | 0  | 2  | 3  |
| Costel Rădulescu     | 26 oktober 1923   | 26 oktober 1923   | 1  | 0  | 1  | 0  |
| Adrian Suciu         | 20 mei 1924       | 27 mei 1924       | 2  | 0  | 0  | 2  |
| Teofil Morariu       | 31 augustus 1924  | 15 april 1928     | 9  | 5  | 1  | 3  |
| Costel Rădulescu     | 6 mei 1928        | 27 mei 1934       | 32 | 20 | 3  | 9  |
| Liviu Iuga           | 6 mei 1928        | 6 mei 1928        | 1  | 0  | 0  | 1  |
| Alexandru Săvulescu  | 14 oktober 1934   | 1 januari 1935    | 4  | 1  | 2  | 1  |
| Costel Rădulescu     | 17 juni 1935      | 4 december 1938   | 24 | 7  | 6  | 11 |
| Virgil Economu       | 7 mei 1939        | 14 juli 1940      | 9  | 2  | 2  | 5  |
| Liviu Iuga           | 22 september 1940 | 22 september 1940 | 1  | 1  | 0  | 0  |
| Virgil Economu       | 1 juni 1941       | 12 oktober 1941   | 2  | 1  | 0  | 1  |
| Jean Lăpuşneanu      | 16 augustus 1942  | 11 oktober 1942   | 3  | 0  | 1  | 2  |
| Emerich Vogl         | 13 juni 1943      | 13 juni 1943      | 1  | 0  | 1  | 0  |
| Coloman Braun-Bogdan | 30 september 1945 | 30 september 1945 | 1  | 0  | 0  | 1  |
| Virgil Economu       | 8 oktober 1946    | 11 oktober 1946   | 2  | 1  | 1  | 0  |
| Colea Vâlcov         | 25 mei 1947       | 19 juli 1947      | 4  | 3  | 0  | 1  |
| Francisc Rónnay      | 21 september 1947 | 26 oktober 1947   | 3  | 0  | 1  | 2  |
| Colea Vâlcov         | 2 mei 1948        | 2 mei 1948        | 1  | 1  | 0  | 0  |
| Petre Steinbach      | 6 juni 1948       | 6 juni 1948       | 1  | 0  | 0  | 1  |
| Iuliu Baratky        | 20 juni 1948      | 24 oktober 1948   | 4  | 2  | 1  | 1  |
| Colea Vâlcov         | 8 mei 1949        | 22 mei 1949       | 2  | 1  | 0  | 1  |
| Coloman Braun-Bogdan | 23 oktober 1949   | 23 oktober 1949   | 1  | 0  | 1  | 0  |
| Emerich Vogl         | 23 oktober 1949   | 23 oktober 1949   | 1  | 0  | 1  | 0  |
| Colea Vâlcov         | 29 november 1949  | 29 november 1949  | 1  | 1  | 0  | 0  |
| Gheorghe Albu        | 14 mei 1950       | 14 mei 1950       | 1  | 0  | 1  | 0  |
| Emerich Vogl         | 21 mei 1950       | 11 mei 1952       | 4  | 2  | 2  | 0  |
| Gheorghe Popescu     | 25 mei 1952       | 11 oktober 1953   | 6  | 4  | 0  | 2  |
| Ştefan Dobay         | 25 oktober 1953   | 19 september 1954 | 3  | 1  | 0  | 2  |
| Gheorghe Popescu     | 29 mei 1955       | 14 september 1958 | 17 | 6  | 4  | 7  |
| Augustin Botescu     | 26 oktober 1958   | 29 mei 1960       | 10 | 3  | 1  | 6  |
| Gheorghe Popescu     | 14 mei 1961       | 8 oktober 1961    | 2  | 2  | 0  | 0  |
| Constantin Teaşcă    | 30 september 1962 | 1 november 1962   | 3  | 1  | 0  | 2  |
| Gheorghe Popescu     | 25 november 1962  | 25 november 1962  | 1  | 1  | 0  | 0  |
| Silviu Ploeşteanu    | 23 december 1962  | 31 mei 1964       | 12 | 7  | 3  | 2  |
| Valentin Stănescu    | 17 juni 1964      | 17 juni 1964      | 1  | 1  | 0  | 0  |
| Silviu Ploeşteanu    | 11 oktober 1964   | 22 oktober 1964   | 6  | 4  | 1  | 1  |
| Ilie Oană            | 2 mei 1965        | 7 december 1966   | 15 | 8  | 0  | 7  |
| Bazil Marian         | 4 januari 1967    | 4 januari 1967    | 1  | 0  | 1  | 0  |
| Ilie Oană            | 8 maart 1967      | 24 mei 1967       | 4  | 3  | 0  | 1  |
| Angelo Niculescu     | 25 juni 1967      | 25 juni 1967      | 1  | 0  | 0  | 1  |
| Constantin Teaşcă    | 29 oktober 1967   | 29 oktober 1967   | 1  | 0  | 1  | 0  |
| Angelo Niculescu     | 18 november 1967  | 2 december 1970   | 26 | 7  | 11 | 8  |
| Valentin Stănescu    | 18 april 1974     | 18 april 1974     | 1  | 0  | 0  | 1  |
| Angelo Niculescu     | 21 april 1974     | 16 mei 1971       | 2  | 1  | 0  | 1  |
| Valentin Stănescu    | 26 mei 1971       | 26 mei 1971       | 1  | 1  | 0  | 0  |
| Angelo Niculescu     | 22 september 1971 | 22 september 1971 | 1  | 1  | 0  | 0  |
| Valentin Stănescu    | 10 oktober 1971   | 10 oktober 1971   | 1  | 0  | 0  | 1  |
| Angelo Niculescu     | 14 november 1971  | 24 november 1971  | 2  | 2  | 0  | 0  |
| Gheorghe Ola         | 30 januari 1972   | 30 januari 1972   | 1  | 1  | 0  | 0  |
| Angelo Niculescu     | 8 april 1972      | 8 april 1972      | 1  | 1  | 0  | 0  |
| Gheorghe Ola         | 23 april 1972     | 23 april 1972     | 1  | 0  | 1  | 0  |
| Angelo Niculescu     | 29 april 1972     | 17 mei 1972       | 3  | 0  | 2  | 1  |
| Gheorghe Ola         | 21 mei 1972       | 21 mei 1972       | 1  | 0  | 0  | 1  |
| Angelo Niculescu     | 17 juni 1972      | 29 oktober 1972   | 4  | 1  | 3  | 0  |
| Valentin Stănescu    | 18 april 1973     | 3 december 1975   | 26 | 9  | 11 | 6  |
| Cornel Drăguşin      | 17 december 1975  | 17 december 1975  | 1  | 0  | 1  | 0  |
| Ștefan Kovács        | 24 maart 1976     | 4 april 1979      | 30 | 13 | 7  | 10 |
| Florin Halagian      | 13 mei 1979       | 13 mei 1979       | 1  | 0  | 1  | 0  |
| Ștefan Kovács        | 1 juni 1979       | 29 augustus 1979  | 2  | 0  | 0  | 2  |
| Constantin Cernăianu | 14 oktober 1979   | 18 november 1979  | 3  | 1  | 0  | 2  |
| Ștefan Kovács        | 11 januari 1980   | 11 januari 1980   | 1  | 0  | 1  | 0  |
| Constantin Cernăianu | 26 februari 1980  | 2 april 1980      | 3  | 0  | 1  | 2  |
| Ștefan Kovács        | 18 mei 1980       | 27 augustus 1980  | 3  | 1  | 0  | 2  |
| Valentin Stănescu    | 10 september 1980 | 10 oktober 1981   | 12 | 4  | 3  | 5  |
| Mircea Lucescu       | 11 november 1980  | 10 september 1986 | 59 | 25 | 19 | 15 |
| Emerich Jenei        | 8 oktober 1986    | 25 juni 1990      | 38 | 18 | 12 | 8  |
| Gheorghe Constantin  | 29 augustus 1990  | 17 oktober 1990   | 4  | 2  | 0  | 2  |
| Mircea Rădulescu     | 5 december 1990   | 12 februari 1992  | 12 | 5  | 3  | 4  |
| Cornel Dinu          | 8 april 1992      | 2 juni 1993       | 13 | 7  | 2  | 4  |
| Anghel Iordănescu    | 8 september 1993  | 30 juni 1998      | 57 | 34 | 12 | 11 |
| Victor Pițurcă       | 19 augustus 1998  | 9 oktober 1999    | 16 | 9  | 6  | 1  |
| Emerich Jenei        | 2 februari 2000   | 24 juni 2000      | 11 | 4  | 2  | 5  |
| Ladislau Bölöni      | 16 augustus 2000  | 6 juni 2001       | 13 | 8  | 2  | 3  |
| Gavril Balint        | 15 augustus 2001  | 15 augustus 2001  | 1  | 0  | 1  | 0  |
| Gheorghe Hagi        | 5 september 2001  | 14 november 2001  | 4  | 1  | 2  | 1  |
| Anghel Iordănescu    | 13 februari 2002  | 17 november 2004  | 27 | 15 | 3  | 9  |
| Victor Pițurcă       | 9 februari 2005   | 1 april 2009      | 46 | 28 | 7  | 11 |
| Răzvan Lucescu       | 6 juni 2009       | 3 juni 2011       | 21 | 7  | 7  | 7  |
| Ştefan Iovan         | 12 juni 2011      | 12 juni 2011      | 1  | 0  | 0  | 1  |
| Victor Pițurcă       | 10 augustus 2011  | 14 oktober 2014   | 34 | 17 | 10 | 7  |
| Anghel Iordănescu    | 14 november 2014  | 19 juni 2016      | 17 | 6  | 9  | 2  |
| Christoph Daum       | 6 juli 2016       | 14 september 2017 | 10 | 3  | 3  | 4  |
| Cosmin Contra        | 22 september 2017 | 18 november 2019  | 24 | 13 | 6  | 5  |
| Mirel Radoi          | 26 november 2019  | 30 november 2021  | 20 | 8  | 4  | 8  |
| Edward Iordănescu    | 26 januari 2022   | 22 juli 2024      | 28 | 10 | 10 | 8  |
| Mircea Lucescu       | 6 augustus 2024   |                   | .. |    |    |    |

### Van jaar tot jaar
| Jaar | Wedstrijden | Wedstrijden | Wedstrijden | Wedstrijden | Doelpunten | Doelpunten | Doelpunten | Punten |
| Jaar | Duels       | Winst       | Gelijk      | Verlies     | Voor       | Tegen      | Saldo      | Punten |
| ---- | ----------- | ----------- | ----------- | ----------- | ---------- | ---------- | ---------- | ------ |
| 1922 | 2           | 1           | 1           | 0           | 3          | 2          | +1         | 1.500  |
| 1923 | 4           | 0           | 2           | 2           | 4          | 11         | –7         | 0.500  |
| 1924 | 3           | 0           | 0           | 3           | 2          | 14         | –12        | 0.000  |
| 1925 | 2           | 1           | 0           | 1           | 5          | 4          | +1         | 1.000  |
| 1926 | 3           | 3           | 0           | 0           | 12         | 4          | +8         | 2.000  |
| 1927 | 2           | 0           | 1           | 1           | 3          | 6          | –3         | 0.500  |
| 1928 | 2           | 1           | 0           | 1           | 5          | 5          | 0          | 1.000  |
| 1929 | 4           | 3           | 0           | 1           | 10         | 6          | +4         | 1.500  |
| 1930 | 5           | 2           | 0           | 3           | 15         | 13         | +2         | 0.800  |
| 1931 | 7           | 6           | 0           | 1           | 24         | 15         | +9         | 1.714  |
| 1932 | 7           | 4           | 0           | 3           | 15         | 14         | +1         | 1.143  |
| 1933 | 5           | 4           | 1           | 0           | 20         | 3          | +17        | 1.800  |
| 1934 | 6           | 2           | 3           | 1           | 13         | 12         | +1         | 1.167  |
| 1935 | 7           | 1           | 1           | 5           | 9          | 24         | –15        | 0.429  |
| 1936 | 4           | 3           | 0           | 1           | 13         | 7          | +6         | 1.500  |
| 1937 | 8           | 3           | 3           | 2           | 13         | 10         | +3         | 1.125  |
| 1938 | 6           | 0           | 2           | 4           | 8          | 17         | –9         | 0.333  |
| 1939 | 5           | 2           | 1           | 2           | 6          | 4          | +2         | 1.000  |
| 1940 | 5           | 1           | 1           | 3           | 9          | 17         | –8         | 0.600  |
| 1941 | 2           | 1           | 0           | 1           | 4          | 6          | –2         | 1.000  |
| 1942 | 3           | 0           | 1           | 2           | 2          | 10         | –8         | 0.333  |
| 1943 | 1           | 0           | 1           | 0           | 2          | 2          | 0          | 1.000  |
|      |             |             |             |             |            |            |            |        |
| 1945 | 1           | 0           | 0           | 1           | 2          | 7          | –5         | 0.000  |
| 1946 | 3           | 1           | 1           | 1           | 4          | 4          | 0          | 1.000  |
| 1947 | 7           | 3           | 1           | 3           | 12         | 15         | –3         | 1.000  |
| 1948 | 6           | 2           | 1           | 3           | 6          | 18         | –12        | 0.833  |
| 1949 | 4           | 2           | 1           | 1           | 9          | 6          | +3         | 1.250  |
| 1950 | 3           | 1           | 2           | 0           | 10         | 4          | +6         | 1.333  |
| 1951 | 1           | 0           | 1           | 0           | 2          | 2          | 0          | 1.000  |
| 1952 | 4           | 3           | 0           | 1           | 8          | 4          | +4         | 1.500  |
| 1953 | 4           | 2           | 0           | 2           | 5          | 5          | 0          | 1.000  |
| 1954 | 2           | 1           | 0           | 1           | 2          | 5          | –3         | 1.000  |
| 1955 | 6           | 2           | 2           | 2           | 8          | 10         | –2         | 1.000  |
| 1956 | 4           | 2           | 0           | 2           | 3          | 4          | –1         | 1.000  |
| 1957 | 6           | 2           | 2           | 2           | 7          | 6          | +1         | 1.000  |
| 1958 | 3           | 1           | 0           | 2           | 6          | 5          | +1         | 0.667  |
| 1959 | 5           | 2           | 1           | 2           | 4          | 6          | –2         | 1.000  |
| 1960 | 3           | 0           | 0           | 3           | 1          | 7          | –6         | 0.000  |
| 1961 | 2           | 2           | 0           | 0           | 5          | 0          | +5         | 2.000  |
| 1962 | 5           | 2           | 0           | 3           | 10         | 13         | –3         | 0.800  |
| 1963 | 7           | 4           | 2           | 1           | 13         | 10         | +3         | 1.429  |
| 1964 | 11          | 8           | 2           | 1           | 21         | 9          | +12        | 1.636  |
| 1965 | 6           | 3           | 0           | 3           | 9          | 7          | +2         | 1.000  |
| 1966 | 9           | 5           | 0           | 4           | 17         | 14         | +3         | 1.111  |
| 1967 | 11          | 4           | 3           | 4           | 15         | 14         | +1         | 1.000  |
| 1968 | 5           | 1           | 3           | 1           | 3          | 4          | –1         | 1.000  |
| 1969 | 7           | 2           | 4           | 1           | 7          | 6          | +1         | 1.143  |
| 1970 | 10          | 2           | 4           | 4           | 9          | 11         | –2         | 0.800  |
| 1971 | 8           | 6           | 0           | 2           | 14         | 6          | +8         | 1.500  |
| 1972 | 11          | 3           | 6           | 2           | 21         | 17         | +4         | 1.091  |
| 1973 | 5           | 3           | 0           | 2           | 14         | 5          | +9         | 1.200  |
| 1974 | 9           | 3           | 3           | 3           | 9          | 7          | +2         | 1.000  |
| 1975 | 13          | 3           | 9           | 1           | 24         | 18         | +6         | 1.154  |
| 1976 | 9           | 4           | 2           | 3           | 19         | 14         | +5         | 1.111  |
| 1977 | 9           | 5           | 2           | 2           | 21         | 11         | +10        | 1.333  |
| 1978 | 10          | 3           | 3           | 4           | 10         | 11         | –1         | 0.900  |
| 1979 | 8           | 2           | 2           | 4           | 10         | 12         | –2         | 0.750  |
| 1980 | 10          | 3           | 3           | 4           | 16         | 16         | 0          | 0.900  |
| 1981 | 10          | 2           | 3           | 5           | 7          | 9          | –2         | 0.700  |
| 1982 | 12          | 7           | 1           | 4           | 20         | 16         | +4         | 1.250  |
| 1983 | 15          | 6           | 5           | 4           | 15         | 16         | –1         | 1.133  |
| 1984 | 12          | 4           | 4           | 4           | 17         | 14         | +3         | 1.000  |
| 1985 | 10          | 4           | 4           | 2           | 13         | 8          | +5         | 1.200  |
| 1986 | 11          | 5           | 4           | 2           | 19         | 13         | +6         | 1.273  |
| 1987 | 9           | 5           | 3           | 1           | 19         | 11         | +8         | 1.444  |
| 1988 | 9           | 5           | 2           | 2           | 19         | 10         | +9         | 1.333  |
| 1989 | 8           | 3           | 2           | 3           | 6          | 8          | –2         | 1.000  |
| 1990 | 15          | 7           | 4           | 4           | 26         | 16         | +10        | 1.200  |
| 1991 | 10          | 4           | 3           | 3           | 10         | 9          | +1         | 1.100  |
| 1992 | 8           | 5           | 1           | 2           | 21         | 5          | +16        | 1.375  |
| 1993 | 10          | 6           | 1           | 3           | 16         | 14         | +2         | 1.300  |
| 1994 | 17          | 9           | 6           | 2           | 28         | 18         | +10        | 1.412  |
| 1995 | 8           | 4           | 2           | 2           | 12         | 8          | +4         | 1.250  |
| 1996 | 11          | 6           | 0           | 5           | 22         | 8          | +14        | 1.091  |
| 1997 | 8           | 6           | 2           | 0           | 28         | 5          | +23        | 1.750  |
| 1998 | 14          | 7           | 5           | 2           | 25         | 11         | +14        | 1.357  |
| 1999 | 11          | 7           | 3           | 1           | 21         | 6          | +15        | 1.545  |
| 2000 | 17          | 7           | 3           | 7           | 23         | 25         | –2         | 1.000  |
| 2001 | 12          | 6           | 4           | 2           | 17         | 9          | +8         | 1.333  |
| 2002 | 8           | 4           | 0           | 4           | 17         | 7          | +10        | 1.000  |
| 2003 | 10          | 5           | 3           | 2           | 17         | 11         | +6         | 1.300  |
| 2004 | 9           | 6           | 1           | 2           | 20         | 8          | +12        | 1.444  |
| 2005 | 10          | 6           | 1           | 3           | 16         | 9          | +7         | 1.300  |
| 2006 | 10          | 7           | 2           | 1           | 16         | 5          | +11        | 1.600  |
| 2007 | 12          | 9           | 1           | 2           | 24         | 7          | +17        | 1.583  |
| 2008 | 11          | 5           | 3           | 3           | 14         | 10         | +4         | 1.182  |
| 2009 | 10          | 4           | 2           | 4           | 12         | 15         | –3         | 1.000  |
| 2010 | 9           | 1           | 3           | 5           | 7          | 12         | –5         | 0.556  |
| 2011 | 14          | 5           | 5           | 4           | 20         | 15         | +5         | 1.071  |
| 2012 | 10          | 6           | 2           | 2           | 19         | 10         | +9         | 1.400  |
| 2013 | 11          | 5           | 3           | 3           | 21         | 15         | +6         | 1.182  |
| 2014 | 8           | 5           | 2           | 1           | 10         | 3          | +7         | 1.500  |
| 2015 | 7           | 2           | 5           | 0           | 7          | 3          | +4         | 1.286  |
| 2016 | 13          | 3           | 5           | 5           | 18         | 15         | +3         | 0.846  |
| 2017 | 9           | 4           | 2           | 3           | 11         | 11         | 0          | 1.111  |
| 2018 | 10          | 7           | 3           | 0           | 16         | 6          | +10        | 1.700  |
| 2019 | 10          | 4           | 2           | 4           | 17         | 15         | +2         | 1.000  |
| 2020 | 10          | 7           | 3           | 0           | 16         | 6          | +10        | 1.700  |
| 2021 | 12          | 5           | 2           | 5           | 14         | 11         | +3         | 1.000  |
| 2022 | 10          | 3           | 2           | 5           | 14         | 13         | +1         | 0.800  |
| 2023 | 10          | 6           | 4           | 0           | 16         | 5          | +11        | 1.600  |
| 2024 | 7           | 1           | 4           | 3           | 7          | 10         | -3         |        |

### Tegenstanders
- Bijgewerkt tot en met de EK-wedstrijd tegen  Nederland (0-3) op 2 juli 2024.

| Tegenstander                               | Wed. | W  | G  | V  | DV | DT | DS  |
| ------------------------------------------ | ---- | -- | -- | -- | -- | -- | --- |
| Albanië → (details)                        | 17   | 11 | 3  | 3  | 41 | 10 | +31 |
| Algerije → (details)                       | 5    | 1  | 2  | 2  | 7  | 8  | –1  |
| Andorra → (details)                        | 6    | 6  | 0  | 0  | 21 | 1  | +20 |
| Argentinië → (details)                     | 8    | 1  | 2  | 5  | 6  | 11 | –5  |
| Armenië → (details)                        | 7    | 5  | 1  | 1  | 15 | 4  | +11 |
| Australië → (details)                      | 1    | 1  | 0  | 0  | 3  | 2  | +1  |
| Azerbeidzjan → (details)                   | 4    | 4  | 0  | 0  | 12 | 1  | +11 |
| België → (details)                         | 12   | 4  | 2  | 6  | 12 | 17 | –5  |
| Bolivia → (details)                        | 1    | 1  | 0  | 0  | 3  | 0  | +3  |
| Bosnië en Herzegovina → (details)          | 6    | 4  | 0  | 2  | 13 | 4  | +9  |
| Brazilië → (details)                       | 3    | 0  | 0  | 3  | 2  | 6  | –4  |
| Bulgarije → (details)                      | 34   | 18 | 7  | 9  | 69 | 49 | +20 |
| Chili → (details)                          | 3    | 3  | 0  | 0  | 9  | 6  | +3  |
| China → (details)                          | 2    | 2  | 0  | 0  | 5  | 2  | +3  |
| Colombia → (details)                       | 4    | 2  | 1  | 1  | 6  | 4  | +2  |
| Congo-Kinshasa → (details)                 | 1    | 0  | 1  | 0  | 1  | 1  | 0   |
| Cuba → (details)                           | 2    | 0  | 1  | 1  | 4  | 5  | –1  |
| Cyprus → (details)                         | 13   | 9  | 3  | 1  | 34 | 11 | +23 |
| Denemarken → (details)                     | 11   | 4  | 4  | 3  | 18 | 15 | +3  |
| Duitse Democratische Republiek → (details) | 16   | 5  | 3  | 8  | 23 | 29 | –6  |
| Duitsland → (details)                      | 15   | 2  | 3  | 10 | 19 | 41 | –22 |
| Ecuador → (details)                        | 1    | 0  | 0  | 1  | 0  | 3  | –3  |
| Egypte → (details)                         | 6    | 3  | 2  | 1  | 9  | 7  | +2  |
| Engeland → (details)                       | 12   | 3  | 6  | 3  | 10 | 11 | -1  |
| Estland → (details)                        | 4    | 3  | 0  | 1  | 7  | 2  | +5  |
| Faeröer → (details)                        | 8    | 8  | 0  | 0  | 26 | 2  | +24 |
| Finland → (details)                        | 13   | 9  | 4  | 0  | 30 | 5  | +25 |
| Frankrijk → (details)                      | 16   | 3  | 5  | 8  | 16 | 21 | –5  |
| Georgië → (details)                        | 8    | 5  | 2  | 1  | 20 | 6  | +14 |
| Griekenland → (details)                    | 35   | 18 | 10 | 7  | 70 | 36 | +34 |
| Honduras → (details)                       | 1    | 1  | 0  | 0  | 3  | 0  | +3  |
| Hongarije → (details)                      | 23   | 5  | 8  | 10 | 25 | 46 | –21 |
| IJsland → (details)                        | 5    | 3  | 1  | 1  | 11 | 2  | +9  |
| Ierland → (details)                        | 5    | 1  | 2  | 2  | 2  | 4  | –2  |
| Irak → (details)                           | 2    | 0  | 2  | 0  | 1  | 1  | 0   |
| Iran → (details)                           | 3    | 1  | 2  | 0  | 3  | 2  | +1  |
| Israël → (details)                         | 24   | 12 | 7  | 5  | 36 | 24 | +12 |
| Italië → (details)                         | 17   | 2  | 5  | 10 | 14 | 28 | –14 |
| Ivoorkust → (details)                      | 1    | 0  | 0  | 1  | 1  | 2  | –1  |
| Japan → (details)                          | 4    | 3  | 1  | 0  | 12 | 3  | +9  |
| Joegoslavië → (details)                    | 42   | 19 | 5  | 18 | 65 | 67 | –2  |
| Kameroen → (details)                       | 1    | 0  | 0  | 1  | 1  | 2  | –1  |
| Kazachstan → (details)                     | 2    | 1  | 1  | 0  | 3  | 1  | +2  |
| Kosovo → (details)                         | 2    | 1  | 1  | 0  | 2  | 0  | +2  |
| Kroatië → (details)                        | 4    | 0  | 1  | 3  | 3  | 6  | –3  |
| Letland → (details)                        | 5    | 4  | 1  | 0  | 9  | 0  | +9  |
| Liechtenstein → (details)                  | 7    | 6  | 1  | 0  | 30 | 1  | +29 |
| Litouwen → (details)                       | 12   | 12 | 0  | 1  | 24 | 7  | +17 |
| Luxemburg → (details)                      | 6    | 6  | 0  | 0  | 21 | 1  | +20 |
| Malta → (details)                          | 2    | 2  | 0  | 0  | 5  | 0  | +5  |
| Marokko → (details)                        | 3    | 2  | 0  | 1  | 9  | 5  | +4  |
| Mexico → (details)                         | 3    | 2  | 0  | 1  | 5  | 3  | +2  |
| Moldavië → (details)                       | 5    | 5  | 0  | 0  | 17 | 3  | +14 |
| Montenegro → (details)                     | 7    | 2  | 2  | 3  | 6  | 7  | -1  |
| Nederland → (details)                      | 15   | 1  | 3  | 11 | 3  | 32 | –29 |
| Nigeria → (details)                        | 2    | 2  | 0  | 0  | 5  | 0  | +5  |
| Noord-Ierland → (details)                  | 9    | 2  | 4  | 3  | 9  | 9  | 0   |
| Macedonië → (details)                      | 7    | 5  | 1  | 1  | 14 | 7  | +7  |
| Noorwegen → (details)                      | 15   | 5  | 7  | 3  | 17 | 14 | +3  |
| Oekraïne → (details)                       | 7    | 4  | 1  | 2  | 17 | 10 | +7  |
| Oostenrijk → (details)                     | 10   | 2  | 5  | 3  | 12 | 12 | 0   |
| Paraguay → (details)                       | 2    | 1  | 0  | 1  | 3  | 4  | –1  |
| Peru → (details)                           | 5    | 2  | 2  | 1  | 8  | 6  | +2  |
| Polen → (details)                          | 34   | 14 | 15 | 5  | 55 | 50 | +5  |
| Portugal → (details)                       | 11   | 4  | 2  | 5  | 9  | 11 | –2  |
| Rusland → (details)                        | 1    | 1  | 0  | 0  | 3  | 0  | +3  |
| San Marino → (details)                     | 3    | 3  | 0  | 0  | 10 | 1  | +9  |
| Schotland → (details)                      | 6    | 2  | 2  | 2  | 6  | 8  | –2  |
| Servië → (details)                         | 4    | 0  | 2  | 2  | 4  | 10 | –6  |
| Slowakije → (details)                      | 12   | 5  | 6  | 1  | 21 | 13 | +8  |
| Slovenië → (details)                       | 9    | 3  | 3  | 3  | 14 | 12 | +2  |
| Sovjet-Unie → (details)                    | 9    | 3  | 2  | 4  | 10 | 13 | –3  |
| Spanje → (details)                         | 18   | 5  | 6  | 7  | 19 | 28 | –9  |
| Trinidad en Tobago → (details)             | 1    | 1  | 0  | 0  | 4  | 0  | +4  |
| Tsjechië → (details)                       | 2    | 1  | 0  | 1  | 2  | 1  | +1  |
| Tsjecho-Slowakije → (details)              | 29   | 5  | 7  | 17 | 32 | 64 | –32 |
| Tunesië → (details)                        | 1    | 0  | 1  | 0  | 1  | 1  | 0   |
| Turkije → (details)                        | 26   | 14 | 7  | 5  | 49 | 24 | +25 |
| Turkmenistan → (details)                   | 1    | 1  | 0  | 0  | 4  | 0  | +4  |
| Uruguay → (details)                        | 5    | 1  | 2  | 2  | 3  | 8  | –5  |
| V.A.E. → (details)                         | 1    | 0  | 0  | 1  | 1  | 2  | –1  |
| Verenigde Staten → (details)               | 4    | 2  | 1  | 1  | 4  | 4  | 0   |
| Wales → (details)                          | 5    | 3  | 1  | 1  | 9  | 7  | +2  |
| Wit-Rusland → (details)                    | 7    | 4  | 3  | 0  | 15 | 8  | +7  |
| Zuid-Korea → (details)                     | 1    | 1  | 0  | 0  | 2  | 1  | +1  |
| Zweden → (details)                         | 11   | 3  | 3  | 5  | 12 | 22 | –10 |
| Zwitserland → (details)                    | 15   | 6  | 5  | 4  | 19 | 22 | –3  |

## Selecties

### Wereldkampioenschap
| Doel        |                     |  |  |                      |
|             | Ioan Lăpuşneanu     |  |  | Sportul Studenţesc   |
|             | Samuel Zauber       |  |  | Maccabi Bucuresti    |
| Verdediging |                     |  |  |                      |
|             | Rudolf Bürger       |  |  | Chinezul Timișoara   |
|             | Iosif Czako         |  |  | UDR Reşiţa           |
|             | Adalbert Steiner    |  |  | Chinezul Timișoara   |
| Middenveld  |                     |  |  |                      |
|             | Alfred Eisenbeisser |  |  | Dragoș Vodă Cernăuți |
|             | Ladislau Rafinsky   |  |  | Juventus Boekarest   |
|             | Corneliu Robe       |  |  | Olimpia Boekarest    |
|             | Petre Steinbach     |  |  | Unirea Tricolor      |
|             | Rudolf Steiner      |  |  | Chinezul Timișoara   |
|             | Emerich Vogl        |  |  | Juventus Boekarest   |
| Aanval      |                     |  |  |                      |
|             | Stefan Barbu        |  |  | Olimpia Arad         |
|             | Adalbert Desu       |  |  | UDR Reşiţa           |
|             | Andrei Glanzmann    |  |  | FC Bihor Oradea      |
|             | Elemer Kocsis       |  |  | FC Bihor Oradea      |
|             | Nicolae Kovacs      |  |  | Banatul Timișoara    |
|             | Constantin Stanciu  |  |  | Venus Boekarest      |
|             | Ilie Subaseanu      |  |  | Olimpia Boekarest    |
|             | Rudolf Wetzer       |  |  | Juventus Boekarest   |

| Selectie van Roemenië bij het Wereldkampioenschap 1934 | Selectie van Roemenië bij het Wereldkampioenschap 1934 | Selectie van Roemenië bij het Wereldkampioenschap 1934 | Selectie van Roemenië bij het Wereldkampioenschap 1934 | Selectie van Roemenië bij het Wereldkampioenschap 1934 | Selectie van Roemenië bij het Wereldkampioenschap 1934 | Selectie van Roemenië bij het Wereldkampioenschap 1934 | Selectie van Roemenië bij het Wereldkampioenschap 1934 | Selectie van Roemenië bij het Wereldkampioenschap 1934 |
| №                                                      | Naam                                                   | Wed.                                                   | Dlpnt.                                                 | Club                                                   |                                                        |                                                        |                                                        |                                                        |
| ------------------------------------------------------ | ------------------------------------------------------ | ------------------------------------------------------ | ------------------------------------------------------ | ------------------------------------------------------ | ------------------------------------------------------ | ------------------------------------------------------ | ------------------------------------------------------ | ------------------------------------------------------ |
| Doel                                                   |                                                        |                                                        |                                                        |                                                        |                                                        |                                                        |                                                        |                                                        |
|                                                        | Adalbert Pullock                                       |                                                        |                                                        | FC Bihor Oradea                                        |                                                        |                                                        |                                                        |                                                        |
|                                                        | Carol Weichelt                                         |                                                        |                                                        | FC Bihor Oradea                                        |                                                        |                                                        |                                                        |                                                        |
|                                                        | William Zombory                                        |                                                        |                                                        | Ripensia Timișoara                                     |                                                        |                                                        |                                                        |                                                        |
| Verdediging                                            |                                                        |                                                        |                                                        |                                                        |                                                        |                                                        |                                                        |                                                        |
|                                                        | Gheorghe Albu                                          |                                                        |                                                        | Venus Boekarest                                        |                                                        |                                                        |                                                        |                                                        |
|                                                        | Rudolf Bürger                                          |                                                        |                                                        | Ripensia Timișoara                                     |                                                        |                                                        |                                                        |                                                        |
|                                                        | Augustin Iuhasz                                        |                                                        |                                                        | FC Bihor Oradea                                        |                                                        |                                                        |                                                        |                                                        |
|                                                        | Rudolf Kotormany                                       |                                                        |                                                        | Ripensia Timișoara                                     |                                                        |                                                        |                                                        |                                                        |
| Middenveld                                             |                                                        |                                                        |                                                        |                                                        |                                                        |                                                        |                                                        |                                                        |
|                                                        | Iuliu Bodola                                           |                                                        |                                                        | FC Bihor Oradea                                        |                                                        |                                                        |                                                        |                                                        |
|                                                        | Alexandru Cuedan                                       |                                                        |                                                        | CFR Bucuresti                                          |                                                        |                                                        |                                                        |                                                        |
|                                                        | Vasile Deheleanu                                       |                                                        |                                                        | Ripensia Timișoara                                     |                                                        |                                                        |                                                        |                                                        |
|                                                        | Josif Moravet                                          |                                                        |                                                        | Ripensia Timișoara                                     |                                                        |                                                        |                                                        |                                                        |
|                                                        | Lazar Sfera                                            |                                                        |                                                        | Venus Boekarest                                        |                                                        |                                                        |                                                        |                                                        |
|                                                        | Emerich Vogl                                           |                                                        |                                                        | Juventus Boekarest                                     |                                                        |                                                        |                                                        |                                                        |
| Aanval                                                 |                                                        |                                                        |                                                        |                                                        |                                                        |                                                        |                                                        |                                                        |
|                                                        | Iuliu Baratky                                          |                                                        |                                                        | CA Oradea                                              |                                                        |                                                        |                                                        |                                                        |
|                                                        | Zoltan Beke                                            |                                                        |                                                        | Ripensia Timișoara                                     |                                                        |                                                        |                                                        |                                                        |
|                                                        | Silviu Bindea                                          |                                                        |                                                        | Ripensia Timișoara                                     |                                                        |                                                        |                                                        |                                                        |
|                                                        | Gheorghe Ciolac                                        |                                                        |                                                        | Ripensia Timișoara                                     |                                                        |                                                        |                                                        |                                                        |
|                                                        | Stefan Dobay                                           |                                                        |                                                        | Ripensia Timișoara                                     |                                                        |                                                        |                                                        |                                                        |
|                                                        | Stefan Klimek                                          |                                                        |                                                        | ILSA Timișoara                                         |                                                        |                                                        |                                                        |                                                        |
|                                                        | Nicolae Kovacs                                         |                                                        |                                                        | CA Oradea                                              |                                                        |                                                        |                                                        |                                                        |
|                                                        | Alexandru Schwartz                                     |                                                        |                                                        | Ripensia Timișoara                                     |                                                        |                                                        |                                                        |                                                        |
|                                                        | Gratian Sepi                                           |                                                        |                                                        | Universitatea Cluj                                     |                                                        |                                                        |                                                        |                                                        |
| Bondscoach: Josef Uridil                               |                                                        |                                                        |                                                        |                                                        |                                                        |                                                        |                                                        |                                                        |

| Selectie van Roemenië bij het Wereldkampioenschap 1970 | Selectie van Roemenië bij het Wereldkampioenschap 1970 | Selectie van Roemenië bij het Wereldkampioenschap 1970 | Selectie van Roemenië bij het Wereldkampioenschap 1970 | Selectie van Roemenië bij het Wereldkampioenschap 1970 | Selectie van Roemenië bij het Wereldkampioenschap 1970 | Selectie van Roemenië bij het Wereldkampioenschap 1970 | Selectie van Roemenië bij het Wereldkampioenschap 1970 | Selectie van Roemenië bij het Wereldkampioenschap 1970 |
| №                                                      | Naam                                                   | Wed.                                                   | Dlpnt.                                                 | Club                                                   |                                                        |                                                        |                                                        |                                                        |
| ------------------------------------------------------ | ------------------------------------------------------ | ------------------------------------------------------ | ------------------------------------------------------ | ------------------------------------------------------ | ------------------------------------------------------ | ------------------------------------------------------ | ------------------------------------------------------ | ------------------------------------------------------ |
| Doel                                                   |                                                        |                                                        |                                                        |                                                        |                                                        |                                                        |                                                        |                                                        |
| 1                                                      | Rică Răducanu                                          |                                                        |                                                        | Rapid Boekarest                                        |                                                        |                                                        |                                                        |                                                        |
| 21                                                     | Stere Adamache                                         |                                                        |                                                        | Steagul Roșu Brașov                                    |                                                        |                                                        |                                                        |                                                        |
| 22                                                     | Gheorghe Gornea                                        |                                                        |                                                        | UT Arad                                                |                                                        |                                                        |                                                        |                                                        |
| Verdediging                                            |                                                        |                                                        |                                                        |                                                        |                                                        |                                                        |                                                        |                                                        |
| 2                                                      | Lajos Sătmăreanu                                       |                                                        |                                                        | Steaua Boekarest                                       |                                                        |                                                        |                                                        |                                                        |
| 3                                                      | Nicolae Lupescu                                        |                                                        |                                                        | Rapid Boekarest                                        |                                                        |                                                        |                                                        |                                                        |
| 4                                                      | Mihai Mocanu                                           |                                                        |                                                        | Petrolul Ploiești                                      |                                                        |                                                        |                                                        |                                                        |
| 5                                                      | Cornel Dinu                                            |                                                        |                                                        | Dinamo Boekarest                                       |                                                        |                                                        |                                                        |                                                        |
| 6                                                      | Dan Coe                                                |                                                        |                                                        | Rapid Boekarest                                        |                                                        |                                                        |                                                        |                                                        |
| 12                                                     | Mihai Ivănescu                                         |                                                        |                                                        | Steagul Roșu Brașov                                    |                                                        |                                                        |                                                        |                                                        |
| 20                                                     | Niculae Pescaru                                        |                                                        |                                                        | Steagul Roșu Brașov                                    |                                                        |                                                        |                                                        |                                                        |
| Middenveld                                             |                                                        |                                                        |                                                        |                                                        |                                                        |                                                        |                                                        |                                                        |
| 7                                                      | Emerich Dembrovschi                                    |                                                        |                                                        | SC Bacau                                               |                                                        |                                                        |                                                        |                                                        |
| 8                                                      | Nicolae Dobrin                                         |                                                        |                                                        | FC Argeș Pitești                                       |                                                        |                                                        |                                                        |                                                        |
| 10                                                     | Radu Nunweiler                                         |                                                        |                                                        | Dinamo Boekarest                                       |                                                        |                                                        |                                                        |                                                        |
| 11                                                     | Mircea Lucescu                                         |                                                        |                                                        | Dinamo Boekarest                                       |                                                        |                                                        |                                                        |                                                        |
| 14                                                     | Laszlo Gergely                                         |                                                        |                                                        | Dinamo Boekarest                                       |                                                        |                                                        |                                                        |                                                        |
| 15                                                     | Ion Dumitru                                            |                                                        |                                                        | Rapid Boekarest                                        |                                                        |                                                        |                                                        |                                                        |
| Aanval                                                 |                                                        |                                                        |                                                        |                                                        |                                                        |                                                        |                                                        |                                                        |
| 9                                                      | Florea Dumitrache                                      |                                                        |                                                        | Dinamo Boekarest                                       |                                                        |                                                        |                                                        |                                                        |
| 13                                                     | Augustin Deleanu                                       |                                                        |                                                        | Dinamo Boekarest                                       |                                                        |                                                        |                                                        |                                                        |
| 16                                                     | Alexandru Neagu                                        |                                                        |                                                        | Rapid Boekarest                                        |                                                        |                                                        |                                                        |                                                        |
| 17                                                     | Gheorghe Tătaru                                        |                                                        |                                                        | Steaua Boekarest                                       |                                                        |                                                        |                                                        |                                                        |
| 18                                                     | Marin Tufan                                            |                                                        |                                                        | FC Farul Constanța                                     |                                                        |                                                        |                                                        |                                                        |
| 19                                                     | Flavius Domide                                         |                                                        |                                                        | UT Arad                                                |                                                        |                                                        |                                                        |                                                        |
| Bondscoach: Angelo Niculescu                           |                                                        |                                                        |                                                        |                                                        |                                                        |                                                        |                                                        |                                                        |

| Selectie van Roemenië bij het Wereldkampioenschap 1990 | Selectie van Roemenië bij het Wereldkampioenschap 1990 | Selectie van Roemenië bij het Wereldkampioenschap 1990 | Selectie van Roemenië bij het Wereldkampioenschap 1990 | Selectie van Roemenië bij het Wereldkampioenschap 1990 | Selectie van Roemenië bij het Wereldkampioenschap 1990 | Selectie van Roemenië bij het Wereldkampioenschap 1990 | Selectie van Roemenië bij het Wereldkampioenschap 1990 | Selectie van Roemenië bij het Wereldkampioenschap 1990 |
| №                                                      | Naam                                                   | Wed.                                                   | Dlpnt.                                                 | Club                                                   |                                                        |                                                        |                                                        |                                                        |
| ------------------------------------------------------ | ------------------------------------------------------ | ------------------------------------------------------ | ------------------------------------------------------ | ------------------------------------------------------ | ------------------------------------------------------ | ------------------------------------------------------ | ------------------------------------------------------ | ------------------------------------------------------ |
| Doel                                                   |                                                        |                                                        |                                                        |                                                        |                                                        |                                                        |                                                        |                                                        |
| 1                                                      | Silviu Lung                                            |                                                        |                                                        | Steaua Boekarest                                       |                                                        |                                                        |                                                        |                                                        |
| 12                                                     | Bogdan Stelea                                          |                                                        |                                                        | Dinamo Boekarest                                       |                                                        |                                                        |                                                        |                                                        |
| 22                                                     | Gheorghe Liliac                                        |                                                        |                                                        | Petrolul Ploiești                                      |                                                        |                                                        |                                                        |                                                        |
| Verdediging                                            |                                                        |                                                        |                                                        |                                                        |                                                        |                                                        |                                                        |                                                        |
| 2                                                      | Mircea Rednic                                          |                                                        |                                                        | Dinamo Boekarest                                       |                                                        |                                                        |                                                        |                                                        |
| 3                                                      | Michael Klein                                          |                                                        |                                                        | Dinamo Boekarest                                       |                                                        |                                                        |                                                        |                                                        |
| 4                                                      | Ioan Andone                                            |                                                        |                                                        | Dinamo Boekarest                                       |                                                        |                                                        |                                                        |                                                        |
| 5                                                      | Iosif Rotariu                                          |                                                        |                                                        | Steaua Boekarest                                       |                                                        |                                                        |                                                        |                                                        |
| 6                                                      | Adrian Popescu                                         |                                                        |                                                        | Universitatea Craiova                                  |                                                        |                                                        |                                                        |                                                        |
| 19                                                     | Emil Săndoi                                            |                                                        |                                                        | Universitatea Craiova                                  |                                                        |                                                        |                                                        |                                                        |
| Middenveld                                             |                                                        |                                                        |                                                        |                                                        |                                                        |                                                        |                                                        |                                                        |
| 6                                                      | Gheorghe Popescu                                       |                                                        |                                                        | Universitatea Craiova                                  |                                                        |                                                        |                                                        |                                                        |
| 8                                                      | Ioan Sabău                                             |                                                        |                                                        | Dinamo Boekarest                                       |                                                        |                                                        |                                                        |                                                        |
| 10                                                     | Gheorghe Hagi                                          |                                                        |                                                        | Steaua Boekarest                                       |                                                        |                                                        |                                                        |                                                        |
| 16                                                     | Daniel Timofte                                         |                                                        |                                                        | Dinamo Boekarest                                       |                                                        |                                                        |                                                        |                                                        |
| 17                                                     | Ilie Dumitrescu                                        |                                                        |                                                        | Steaua Boekarest                                       |                                                        |                                                        |                                                        |                                                        |
| 20                                                     | Zsolt Musznay                                          |                                                        |                                                        | Steaua Boekarest                                       |                                                        |                                                        |                                                        |                                                        |
| 21                                                     | Ioan Lupescu                                           |                                                        |                                                        | Dinamo Boekarest                                       |                                                        |                                                        |                                                        |                                                        |
| Aanval                                                 |                                                        |                                                        |                                                        |                                                        |                                                        |                                                        |                                                        |                                                        |
| 7                                                      | Marius Lăcătuș                                         |                                                        |                                                        | Steaua Boekarest                                       |                                                        |                                                        |                                                        |                                                        |
| 9                                                      | Rodion Cămătaru                                        |                                                        |                                                        | RSC Charleroi                                          |                                                        |                                                        |                                                        |                                                        |
| 11                                                     | Dănuț Lupu                                             |                                                        |                                                        | Dinamo Boekarest                                       |                                                        |                                                        |                                                        |                                                        |
| 14                                                     | Florin Răducioiu                                       |                                                        |                                                        | Dinamo Boekarest                                       |                                                        |                                                        |                                                        |                                                        |
| 15                                                     | Dorin Mateuț                                           |                                                        |                                                        | Dinamo Boekarest                                       |                                                        |                                                        |                                                        |                                                        |
| 18                                                     | Gavril Balint                                          |                                                        |                                                        | Steaua Boekarest                                       |                                                        |                                                        |                                                        |                                                        |
| Bondscoach: Emerich Jenei                              |                                                        |                                                        |                                                        |                                                        |                                                        |                                                        |                                                        |                                                        |

| Selectie van Roemenië bij het Wereldkampioenschap 1994 | Selectie van Roemenië bij het Wereldkampioenschap 1994 | Selectie van Roemenië bij het Wereldkampioenschap 1994 | Selectie van Roemenië bij het Wereldkampioenschap 1994 | Selectie van Roemenië bij het Wereldkampioenschap 1994 | Selectie van Roemenië bij het Wereldkampioenschap 1994 | Selectie van Roemenië bij het Wereldkampioenschap 1994 | Selectie van Roemenië bij het Wereldkampioenschap 1994 | Selectie van Roemenië bij het Wereldkampioenschap 1994 |
| №                                                      | Naam                                                   | Wed.                                                   | Dlpnt.                                                 | Club                                                   |                                                        |                                                        |                                                        |                                                        |
| ------------------------------------------------------ | ------------------------------------------------------ | ------------------------------------------------------ | ------------------------------------------------------ | ------------------------------------------------------ | ------------------------------------------------------ | ------------------------------------------------------ | ------------------------------------------------------ | ------------------------------------------------------ |
| Doel                                                   |                                                        |                                                        |                                                        |                                                        |                                                        |                                                        |                                                        |                                                        |
| 1                                                      | Florin Prunea                                          |                                                        |                                                        | Dinamo Boekarest                                       |                                                        |                                                        |                                                        |                                                        |
| 12                                                     | Bogdan Stelea                                          |                                                        |                                                        | Rapid Boekarest                                        |                                                        |                                                        |                                                        |                                                        |
| 22                                                     | Stefan Preda                                           |                                                        |                                                        | Petrolul Ploiești                                      |                                                        |                                                        |                                                        |                                                        |
| Verdediging                                            |                                                        |                                                        |                                                        |                                                        |                                                        |                                                        |                                                        |                                                        |
| 2                                                      | Dan Petrescu                                           |                                                        |                                                        | Sheffield Wednesday                                    |                                                        |                                                        |                                                        |                                                        |
| 3                                                      | Daniel Prodan                                          |                                                        |                                                        | Steaua Boekarest                                       |                                                        |                                                        |                                                        |                                                        |
| 4                                                      | Miodrag Belodedici                                     |                                                        |                                                        | Real Valladolid                                        |                                                        |                                                        |                                                        |                                                        |
| 5                                                      | Ioan Lupescu                                           |                                                        |                                                        | Bayer Leverkusen                                       |                                                        |                                                        |                                                        |                                                        |
| 6                                                      | Gheorghe Popescu                                       |                                                        |                                                        | PSV Eindhoven                                          |                                                        |                                                        |                                                        |                                                        |
| 13                                                     | Tibor Selymes                                          |                                                        |                                                        | Cercle Brugge                                          |                                                        |                                                        |                                                        |                                                        |
| 14                                                     | Gheorghe Mihali                                        |                                                        |                                                        | Dinamo Boekarest                                       |                                                        |                                                        |                                                        |                                                        |
| Middenveld                                             |                                                        |                                                        |                                                        |                                                        |                                                        |                                                        |                                                        |                                                        |
| 7                                                      | Dorinel Munteanu                                       |                                                        |                                                        | Cercle Brugge                                          |                                                        |                                                        |                                                        |                                                        |
| 8                                                      | Iulian Chiriţă                                         |                                                        |                                                        | Rapid Boekarest                                        |                                                        |                                                        |                                                        |                                                        |
| 10                                                     | Gheorghe Hagi                                          |                                                        |                                                        | FC Barcelona                                           |                                                        |                                                        |                                                        |                                                        |
| 15                                                     | Nica Panduru                                           |                                                        |                                                        | Steaua Boekarest                                       |                                                        |                                                        |                                                        |                                                        |
| 18                                                     | Constantin Gâlcă                                       |                                                        |                                                        | Steaua Boekarest                                       |                                                        |                                                        |                                                        |                                                        |
| 19                                                     | Corneliu Papura                                        |                                                        |                                                        | Universitatea Craiova                                  |                                                        |                                                        |                                                        |                                                        |
| 20                                                     | Ovidiu Stîngă                                          |                                                        |                                                        | Universitatea Craiova                                  |                                                        |                                                        |                                                        |                                                        |
| Aanval                                                 |                                                        |                                                        |                                                        |                                                        |                                                        |                                                        |                                                        |                                                        |
| 9                                                      | Florin Răducioiu                                       |                                                        |                                                        | RCD Espanyol                                           |                                                        |                                                        |                                                        |                                                        |
| 11                                                     | Ilie Dumitrescu                                        |                                                        |                                                        | Tottenham Hotspur                                      |                                                        |                                                        |                                                        |                                                        |
| 16                                                     | Ion Vlădoiu                                            |                                                        |                                                        | Rapid Boekarest                                        |                                                        |                                                        |                                                        |                                                        |
| 17                                                     | Viorel Moldovan                                        |                                                        |                                                        | Dinamo Boekarest                                       |                                                        |                                                        |                                                        |                                                        |
| 21                                                     | Marian Ivan                                            |                                                        |                                                        | Dinamo Boekarest                                       |                                                        |                                                        |                                                        |                                                        |
| Bondscoach: Anghel Iordănescu                          |                                                        |                                                        |                                                        |                                                        |                                                        |                                                        |                                                        |                                                        |

| Selectie van Roemenië bij het Wereldkampioenschap 1998 | Selectie van Roemenië bij het Wereldkampioenschap 1998 | Selectie van Roemenië bij het Wereldkampioenschap 1998 | Selectie van Roemenië bij het Wereldkampioenschap 1998 | Selectie van Roemenië bij het Wereldkampioenschap 1998 | Selectie van Roemenië bij het Wereldkampioenschap 1998 | Selectie van Roemenië bij het Wereldkampioenschap 1998 | Selectie van Roemenië bij het Wereldkampioenschap 1998 | Selectie van Roemenië bij het Wereldkampioenschap 1998 |
| №                                                      | Naam                                                   | Wed.                                                   | Dlpnt.                                                 | Club                                                   |                                                        |                                                        |                                                        |                                                        |
| ------------------------------------------------------ | ------------------------------------------------------ | ------------------------------------------------------ | ------------------------------------------------------ | ------------------------------------------------------ | ------------------------------------------------------ | ------------------------------------------------------ | ------------------------------------------------------ | ------------------------------------------------------ |
| Doel                                                   |                                                        |                                                        |                                                        |                                                        |                                                        |                                                        |                                                        |                                                        |
| 1                                                      | Dumitru Stângaciu                                      |                                                        |                                                        | Kocaelispor                                            |                                                        |                                                        |                                                        |                                                        |
| 12                                                     | Bogdan Stelea                                          | 51                                                     | 0                                                      | UD Salamanca                                           |                                                        |                                                        |                                                        |                                                        |
| 22                                                     | Florin Prunea                                          |                                                        |                                                        | Universitatea Cluj                                     |                                                        |                                                        |                                                        |                                                        |
| Verdediging                                            |                                                        |                                                        |                                                        |                                                        |                                                        |                                                        |                                                        |                                                        |
| 2                                                      | Dan Petrescu                                           | 73                                                     | 12                                                     | Chelsea                                                |                                                        |                                                        |                                                        |                                                        |
| 3                                                      | Christian Dulca                                        |                                                        |                                                        | Rapid Boekarest                                        |                                                        |                                                        |                                                        |                                                        |
| 4                                                      | Anton Doboș                                            |                                                        |                                                        | AEK Athene                                             |                                                        |                                                        |                                                        |                                                        |
| 6                                                      | Gheorghe Popescu                                       | 82                                                     | 14                                                     | Galatasaray                                            |                                                        |                                                        |                                                        |                                                        |
| 13                                                     | Liviu Ciobotariu                                       | 8                                                      | 0                                                      | Dinamo Boekarest                                       |                                                        |                                                        |                                                        |                                                        |
| 18                                                     | Iulian Filipescu                                       | 20                                                     | 0                                                      | Galatasaray                                            |                                                        |                                                        |                                                        |                                                        |
| 20                                                     | Tibor Selymes                                          |                                                        |                                                        | RSC Anderlecht                                         |                                                        |                                                        |                                                        |                                                        |
| Middenveld                                             |                                                        |                                                        |                                                        |                                                        |                                                        |                                                        |                                                        |                                                        |
| 5                                                      | Constantin Gâlcă                                       | 38                                                     | 4                                                      | RCD Espanyol                                           |                                                        |                                                        |                                                        |                                                        |
| 8                                                      | Dorinel Munteanu                                       | 67                                                     | 7                                                      | 1. FC Köln                                             |                                                        |                                                        |                                                        |                                                        |
| 10                                                     | Gheorghe Hagi                                          | 115                                                    | 33                                                     | Galatasaray                                            |                                                        |                                                        |                                                        |                                                        |
| 15                                                     | Lucian Marinescu                                       | 8                                                      | 0                                                      | Rapid Boekarest                                        |                                                        |                                                        |                                                        |                                                        |
| 16                                                     | Gabriel Popescu                                        | 14                                                     | 1                                                      | UD Salamanca                                           |                                                        |                                                        |                                                        |                                                        |
| 17                                                     | Ilie Dumitrescu                                        |                                                        |                                                        | CF Atlante                                             |                                                        |                                                        |                                                        |                                                        |
| 19                                                     | Ovidiu Stîngă                                          |                                                        |                                                        | PSV Eindhoven                                          |                                                        |                                                        |                                                        |                                                        |
| Aanval                                                 |                                                        |                                                        |                                                        |                                                        |                                                        |                                                        |                                                        |                                                        |
| 7                                                      | Marius Lăcătuș                                         |                                                        |                                                        | Steaua Boekarest                                       |                                                        |                                                        |                                                        |                                                        |
| 9                                                      | Viorel Moldovan                                        | 29                                                     | 14                                                     | Coventry City                                          |                                                        |                                                        |                                                        |                                                        |
| 11                                                     | Adrian Ilie                                            | 24                                                     | 5                                                      | Valencia CF                                            |                                                        |                                                        |                                                        |                                                        |
| 14                                                     | Radu Niculescu                                         | 14                                                     | 2                                                      | National Boekarest                                     |                                                        |                                                        |                                                        |                                                        |
| 21                                                     | Gheorghe Craioveanu                                    | 19                                                     | 4                                                      | Real Sociedad                                          |                                                        |                                                        |                                                        |                                                        |
| Bondscoach: Anghel Iordănescu                          |                                                        |                                                        |                                                        |                                                        |                                                        |                                                        |                                                        |                                                        |

### Europees kampioenschap
| Selectie van Roemenië bij het Europees kampioenschap 1984 | Selectie van Roemenië bij het Europees kampioenschap 1984 | Selectie van Roemenië bij het Europees kampioenschap 1984 | Selectie van Roemenië bij het Europees kampioenschap 1984 | Selectie van Roemenië bij het Europees kampioenschap 1984 | Selectie van Roemenië bij het Europees kampioenschap 1984 | Selectie van Roemenië bij het Europees kampioenschap 1984 | Selectie van Roemenië bij het Europees kampioenschap 1984 | Selectie van Roemenië bij het Europees kampioenschap 1984 |
| №                                                         | Naam                                                      | Wed.                                                      | Dlpnt.                                                    | Club                                                      |                                                           |                                                           |                                                           |                                                           |
| --------------------------------------------------------- | --------------------------------------------------------- | --------------------------------------------------------- | --------------------------------------------------------- | --------------------------------------------------------- | --------------------------------------------------------- | --------------------------------------------------------- | --------------------------------------------------------- | --------------------------------------------------------- |
| Doel                                                      |                                                           |                                                           |                                                           |                                                           |                                                           |                                                           |                                                           |                                                           |
| 1                                                         | Silviu Lung                                               |                                                           |                                                           | Universitatea Craiova                                     |                                                           |                                                           |                                                           |                                                           |
| 12                                                        | Dumitru Moraru                                            |                                                           |                                                           | Dinamo Boekarest                                          |                                                           |                                                           |                                                           |                                                           |
| 20                                                        | Vasile Iordache                                           |                                                           |                                                           | Steaua Boekarest                                          |                                                           |                                                           |                                                           |                                                           |
| Verdediging                                               |                                                           |                                                           |                                                           |                                                           |                                                           |                                                           |                                                           |                                                           |
| 2                                                         | Mircea Rednic                                             |                                                           |                                                           | Dinamo Boekarest                                          |                                                           |                                                           |                                                           |                                                           |
| 3                                                         | Costică Ștefănescu                                        |                                                           |                                                           | Universitatea Craiova                                     |                                                           |                                                           |                                                           |                                                           |
| 4                                                         | Nicolae Ungureanu                                         |                                                           |                                                           | Universitatea Craiova                                     |                                                           |                                                           |                                                           |                                                           |
| 6                                                         | Gino Iorgulescu                                           |                                                           |                                                           | Sportul Studenţesc                                        |                                                           |                                                           |                                                           |                                                           |
| 13                                                        | Ioan Andone                                               |                                                           |                                                           | Dinamo Boekarest                                          |                                                           |                                                           |                                                           |                                                           |
| 16                                                        | Nicolae Negrilă                                           |                                                           |                                                           | Universitatea Craiova                                     |                                                           |                                                           |                                                           |                                                           |
| Middenveld                                                |                                                           |                                                           |                                                           |                                                           |                                                           |                                                           |                                                           |                                                           |
| 5                                                         | Aurel Ţicleanu                                            |                                                           |                                                           | Universitatea Craiova                                     |                                                           |                                                           |                                                           |                                                           |
| 8                                                         | Michael Klein                                             |                                                           |                                                           | Corvinul Hunedoara                                        |                                                           |                                                           |                                                           |                                                           |
| 10                                                        | Ladislau Bölöni                                           |                                                           |                                                           | ASA Târgu Mureș                                           |                                                           |                                                           |                                                           |                                                           |
| 11                                                        | Gheorghe Hagi                                             |                                                           |                                                           | Sportul Studenţesc                                        |                                                           |                                                           |                                                           |                                                           |
| 14                                                        | Mircea Irimescu                                           |                                                           |                                                           | Universitatea Craiova                                     |                                                           |                                                           |                                                           |                                                           |
| 15                                                        | Marin Dragnea                                             |                                                           |                                                           | Dinamo Boekarest                                          |                                                           |                                                           |                                                           |                                                           |
| 18                                                        | Ionel Augustin                                            |                                                           |                                                           | Dinamo Boekarest                                          |                                                           |                                                           |                                                           |                                                           |
| Aanval                                                    |                                                           |                                                           |                                                           |                                                           |                                                           |                                                           |                                                           |                                                           |
| 7                                                         | Marcel Coraş                                              |                                                           |                                                           | Sportul Studenţesc                                        |                                                           |                                                           |                                                           |                                                           |
| 9                                                         | Rodion Cămătaru                                           |                                                           |                                                           | Universitatea Craiova                                     |                                                           |                                                           |                                                           |                                                           |
| 17                                                        | Ioan Zare                                                 |                                                           |                                                           | FC Bihor Oradea                                           |                                                           |                                                           |                                                           |                                                           |
| 19                                                        | Romulus Gabor                                             |                                                           |                                                           | Corvinul Hunedoara                                        |                                                           |                                                           |                                                           |                                                           |
| Bondscoach: Mircea Lucescu                                |                                                           |                                                           |                                                           |                                                           |                                                           |                                                           |                                                           |                                                           |

| Selectie van Roemenië bij het Europees kampioenschap 1996 | Selectie van Roemenië bij het Europees kampioenschap 1996 | Selectie van Roemenië bij het Europees kampioenschap 1996 | Selectie van Roemenië bij het Europees kampioenschap 1996 | Selectie van Roemenië bij het Europees kampioenschap 1996 | Selectie van Roemenië bij het Europees kampioenschap 1996 | Selectie van Roemenië bij het Europees kampioenschap 1996 | Selectie van Roemenië bij het Europees kampioenschap 1996 | Selectie van Roemenië bij het Europees kampioenschap 1996 |
| №                                                         | Naam                                                      | Wed.                                                      | Dlpnt.                                                    | Club                                                      |                                                           |                                                           |                                                           |                                                           |
| --------------------------------------------------------- | --------------------------------------------------------- | --------------------------------------------------------- | --------------------------------------------------------- | --------------------------------------------------------- | --------------------------------------------------------- | --------------------------------------------------------- | --------------------------------------------------------- | --------------------------------------------------------- |
| Doel                                                      |                                                           |                                                           |                                                           |                                                           |                                                           |                                                           |                                                           |                                                           |
| 1                                                         | Bogdan Stelea                                             |                                                           |                                                           | Steaua Boekarest                                          |                                                           |                                                           |                                                           |                                                           |
| 12                                                        | Florin Prunea                                             |                                                           |                                                           | Dinamo Boekarest                                          |                                                           |                                                           |                                                           |                                                           |
| 22                                                        | Florin Tene                                               |                                                           |                                                           | Rapid Boekarest                                           |                                                           |                                                           |                                                           |                                                           |
| Verdediging                                               |                                                           |                                                           |                                                           |                                                           |                                                           |                                                           |                                                           |                                                           |
| 2                                                         | Dan Petrescu                                              |                                                           |                                                           | Chelsea                                                   |                                                           |                                                           |                                                           |                                                           |
| 3                                                         | Daniel Prodan                                             |                                                           |                                                           | Steaua Boekarest                                          |                                                           |                                                           |                                                           |                                                           |
| 4                                                         | Miodrag Belodedici                                        |                                                           |                                                           | Villarreal CF                                             |                                                           |                                                           |                                                           |                                                           |
| 6                                                         | Gheorghe Popescu                                          |                                                           |                                                           | FC Barcelona                                              |                                                           |                                                           |                                                           |                                                           |
| 13                                                        | Tibor Selymes                                             |                                                           |                                                           | Cercle Brugge                                             |                                                           |                                                           |                                                           |                                                           |
| 15                                                        | Anton Doboș                                               |                                                           |                                                           | Steaua Boekarest                                          |                                                           |                                                           |                                                           |                                                           |
| 16                                                        | Gheorghe Mihali                                           |                                                           |                                                           | EA Guingamp                                               |                                                           |                                                           |                                                           |                                                           |
| 17                                                        | Iulian Filipescu                                          |                                                           |                                                           | Steaua Boekarest                                          |                                                           |                                                           |                                                           |                                                           |
| Middenveld                                                |                                                           |                                                           |                                                           |                                                           |                                                           |                                                           |                                                           |                                                           |
| 5                                                         | Ioan Lupescu                                              |                                                           |                                                           | Bayer Leverkusen                                          |                                                           |                                                           |                                                           |                                                           |
| 8                                                         | Ioan Sabău                                                |                                                           |                                                           | Brescia                                                   |                                                           |                                                           |                                                           |                                                           |
| 10                                                        | Gheorghe Hagi                                             |                                                           |                                                           | FC Barcelona                                              |                                                           |                                                           |                                                           |                                                           |
| 11                                                        | Dorinel Munteanu                                          |                                                           |                                                           | 1. FC Köln                                                |                                                           |                                                           |                                                           |                                                           |
| 14                                                        | Constantin Gâlcă                                          |                                                           |                                                           | Steaua Boekarest                                          |                                                           |                                                           |                                                           |                                                           |
| 18                                                        | Ovidiu Stîngă                                             |                                                           |                                                           | UD Salamanca                                              |                                                           |                                                           |                                                           |                                                           |
| Aanval                                                    |                                                           |                                                           |                                                           |                                                           |                                                           |                                                           |                                                           |                                                           |
| 7                                                         | Marius Lăcătuș                                            |                                                           |                                                           | Steaua Boekarest                                          |                                                           |                                                           |                                                           |                                                           |
| 9                                                         | Florin Răducioiu                                          |                                                           |                                                           | RCD Espanyol                                              |                                                           |                                                           |                                                           |                                                           |
| 19                                                        | Adrian Ilie                                               |                                                           |                                                           | Steaua Boekarest                                          |                                                           |                                                           |                                                           |                                                           |
| 20                                                        | Viorel Moldovan                                           |                                                           |                                                           | Neuchâtel Xamax                                           |                                                           |                                                           |                                                           |                                                           |
| 21                                                        | Ion Vlădoiu                                               |                                                           |                                                           | Steaua Boekarest                                          |                                                           |                                                           |                                                           |                                                           |
| Bondscoach: Anghel Iordănescu                             |                                                           |                                                           |                                                           |                                                           |                                                           |                                                           |                                                           |                                                           |

| Selectie van Roemenië bij het Europees kampioenschap 2000 | Selectie van Roemenië bij het Europees kampioenschap 2000 | Selectie van Roemenië bij het Europees kampioenschap 2000 | Selectie van Roemenië bij het Europees kampioenschap 2000 | Selectie van Roemenië bij het Europees kampioenschap 2000 | Selectie van Roemenië bij het Europees kampioenschap 2000 | Selectie van Roemenië bij het Europees kampioenschap 2000 | Selectie van Roemenië bij het Europees kampioenschap 2000 | Selectie van Roemenië bij het Europees kampioenschap 2000 |
| №                                                         | Naam                                                      | Wed.                                                      | Dlpnt.                                                    | Club                                                      |                                                           |                                                           |                                                           |                                                           |
| --------------------------------------------------------- | --------------------------------------------------------- | --------------------------------------------------------- | --------------------------------------------------------- | --------------------------------------------------------- | --------------------------------------------------------- | --------------------------------------------------------- | --------------------------------------------------------- | --------------------------------------------------------- |
| Doel                                                      |                                                           |                                                           |                                                           |                                                           |                                                           |                                                           |                                                           |                                                           |
| 1                                                         | Bogdan Lobonț                                             |                                                           |                                                           | AFC Ajax                                                  |                                                           |                                                           |                                                           |                                                           |
| 12                                                        | Bogdan Stelea                                             |                                                           |                                                           | UD Salamanca                                              |                                                           |                                                           |                                                           |                                                           |
| 21                                                        | Florin Prunea                                             |                                                           |                                                           | Universitatea Craiova                                     |                                                           |                                                           |                                                           |                                                           |
| Verdediging                                               |                                                           |                                                           |                                                           |                                                           |                                                           |                                                           |                                                           |                                                           |
| 2                                                         | Dan Petrescu                                              |                                                           |                                                           | Chelsea                                                   |                                                           |                                                           |                                                           |                                                           |
| 3                                                         | Liviu Ciobotariu                                          |                                                           |                                                           | Standard Luik                                             |                                                           |                                                           |                                                           |                                                           |
| 4                                                         | Iulian Filipescu                                          |                                                           |                                                           | Real Betis                                                |                                                           |                                                           |                                                           |                                                           |
| 6                                                         | Gheorghe Popescu                                          |                                                           |                                                           | Galatasaray                                               |                                                           |                                                           |                                                           |                                                           |
| 13                                                        | Cristian Chivu                                            |                                                           |                                                           | AFC Ajax                                                  |                                                           |                                                           |                                                           |                                                           |
| 14                                                        | Florentin Petre                                           |                                                           |                                                           | Dinamo Boekarest                                          |                                                           |                                                           |                                                           |                                                           |
| 17                                                        | Miodrag Belodedici                                        |                                                           |                                                           | Steaua Boekarest                                          |                                                           |                                                           |                                                           |                                                           |
| 22                                                        | Cosmin Contra                                             |                                                           |                                                           | Deportivo Alavés                                          |                                                           |                                                           |                                                           |                                                           |
| Middenveld                                                |                                                           |                                                           |                                                           |                                                           |                                                           |                                                           |                                                           |                                                           |
| 5                                                         | Constantin Gâlcă                                          |                                                           |                                                           | RCD Espanyol                                              |                                                           |                                                           |                                                           |                                                           |
| 8                                                         | Dorinel Munteanu                                          |                                                           |                                                           | VfL Wolfsburg                                             |                                                           |                                                           |                                                           |                                                           |
| 10                                                        | Gheorghe Hagi                                             |                                                           |                                                           | Galatasaray                                               |                                                           |                                                           |                                                           |                                                           |
| 15                                                        | Ioan Lupescu                                              |                                                           |                                                           | Dinamo Boekarest                                          |                                                           |                                                           |                                                           |                                                           |
| 19                                                        | Eric Lincar                                               |                                                           |                                                           | Steaua Boekarest                                          |                                                           |                                                           |                                                           |                                                           |
| 20                                                        | Cătălin Hâldan                                            |                                                           |                                                           | Dinamo Boekarest                                          |                                                           |                                                           |                                                           |                                                           |
| Aanval                                                    |                                                           |                                                           |                                                           |                                                           |                                                           |                                                           |                                                           |                                                           |
| 7                                                         | Adrian Mutu                                               |                                                           |                                                           | Internazionale                                            |                                                           |                                                           |                                                           |                                                           |
| 9                                                         | Viorel Moldovan                                           |                                                           |                                                           | Fenerbahçe                                                |                                                           |                                                           |                                                           |                                                           |
| 11                                                        | Adrian Ilie                                               |                                                           |                                                           | Valencia CF                                               |                                                           |                                                           |                                                           |                                                           |
| 16                                                        | Laurenţiu Roşu                                            |                                                           |                                                           | Steaua Boekarest                                          |                                                           |                                                           |                                                           |                                                           |
| 18                                                        | Ioan Ganea                                                |                                                           |                                                           | VfB Stuttgart                                             |                                                           |                                                           |                                                           |                                                           |
| Bondscoach: Emerich Jenei                                 |                                                           |                                                           |                                                           |                                                           |                                                           |                                                           |                                                           |                                                           |

| Selectie van Roemenië bij het Europees kampioenschap 2008 | Selectie van Roemenië bij het Europees kampioenschap 2008 | Selectie van Roemenië bij het Europees kampioenschap 2008 | Selectie van Roemenië bij het Europees kampioenschap 2008 | Selectie van Roemenië bij het Europees kampioenschap 2008 | Selectie van Roemenië bij het Europees kampioenschap 2008 | Selectie van Roemenië bij het Europees kampioenschap 2008 | Selectie van Roemenië bij het Europees kampioenschap 2008 | Selectie van Roemenië bij het Europees kampioenschap 2008 |
| №                                                         | Naam                                                      | Wed.                                                      | Dlpnt.                                                    | Club                                                      |                                                           |                                                           |                                                           |                                                           |
| --------------------------------------------------------- | --------------------------------------------------------- | --------------------------------------------------------- | --------------------------------------------------------- | --------------------------------------------------------- | --------------------------------------------------------- | --------------------------------------------------------- | --------------------------------------------------------- | --------------------------------------------------------- |
| Doel                                                      |                                                           |                                                           |                                                           |                                                           |                                                           |                                                           |                                                           |                                                           |
| 1                                                         | Bogdan Lobonț                                             |                                                           |                                                           | Dinamo Boekarest                                          |                                                           |                                                           |                                                           |                                                           |
| 12                                                        | Marius Popa                                               |                                                           |                                                           | Politehnica Timișoara                                     |                                                           |                                                           |                                                           |                                                           |
| 23                                                        | Eduard Stăncioiu                                          |                                                           |                                                           | CFR Cluj                                                  |                                                           |                                                           |                                                           |                                                           |
| Verdediging                                               |                                                           |                                                           |                                                           |                                                           |                                                           |                                                           |                                                           |                                                           |
| 2                                                         | Cosmin Contra                                             |                                                           |                                                           | Getafe CF                                                 |                                                           |                                                           |                                                           |                                                           |
| 3                                                         | Răzvan Raț                                                |                                                           |                                                           | Shakhtar Donetsk                                          |                                                           |                                                           |                                                           |                                                           |
| 4                                                         | Gabriel Tamaș                                             |                                                           |                                                           | AJ Auxerre                                                |                                                           |                                                           |                                                           |                                                           |
| 5                                                         | Cristian Chivu                                            |                                                           |                                                           | Internazionale                                            |                                                           |                                                           |                                                           |                                                           |
| 13                                                        | Cristian Săpunaru                                         |                                                           |                                                           | Rapid Boekarest                                           |                                                           |                                                           |                                                           |                                                           |
| 14                                                        | Sorin Ghionea                                             |                                                           |                                                           | Steaua Boekarest                                          |                                                           |                                                           |                                                           |                                                           |
| 15                                                        | Dorin Goian                                               |                                                           |                                                           | Steaua Boekarest                                          |                                                           |                                                           |                                                           |                                                           |
| 17                                                        | Cosmin Moți                                               |                                                           |                                                           | Dinamo Boekarest                                          |                                                           |                                                           |                                                           |                                                           |
| 22                                                        | Stefan Radu                                               |                                                           |                                                           | Lazio Roma                                                |                                                           |                                                           |                                                           |                                                           |
| Middenveld                                                |                                                           |                                                           |                                                           |                                                           |                                                           |                                                           |                                                           |                                                           |
| 6                                                         | Mirel Rădoi                                               |                                                           |                                                           | Steaua Boekarest                                          |                                                           |                                                           |                                                           |                                                           |
| 7                                                         | Florentin Petre                                           |                                                           |                                                           | CSKA Sofia                                                |                                                           |                                                           |                                                           |                                                           |
| 8                                                         | Paul Codrea                                               |                                                           |                                                           | AC Siena                                                  |                                                           |                                                           |                                                           |                                                           |
| 11                                                        | Răzvan Cociș                                              |                                                           |                                                           | Lokomotiv Moskou                                          |                                                           |                                                           |                                                           |                                                           |
| 16                                                        | Bănel Nicoliță                                            |                                                           |                                                           | Steaua Boekarest                                          |                                                           |                                                           |                                                           |                                                           |
| 19                                                        | Adrian Cristea                                            |                                                           |                                                           | Dinamo Boekarest                                          |                                                           |                                                           |                                                           |                                                           |
| 20                                                        | Nicolae Dică                                              |                                                           |                                                           | Steaua Boekarest                                          |                                                           |                                                           |                                                           |                                                           |
| Aanval                                                    |                                                           |                                                           |                                                           |                                                           |                                                           |                                                           |                                                           |                                                           |
| 9                                                         | Ciprian Marica                                            |                                                           |                                                           | VfB Stuttgart                                             |                                                           |                                                           |                                                           |                                                           |
| 10                                                        | Adrian Mutu                                               |                                                           |                                                           | ACF Fiorentina                                            |                                                           |                                                           |                                                           |                                                           |
| 18                                                        | Marius Niculae                                            |                                                           |                                                           | Inverness CT                                              |                                                           |                                                           |                                                           |                                                           |
| 21                                                        | Daniel Niculae                                            |                                                           |                                                           | AJ Auxerre                                                |                                                           |                                                           |                                                           |                                                           |
| Bondscoach: Victor Pițurcă                                |                                                           |                                                           |                                                           |                                                           |                                                           |                                                           |                                                           |                                                           |

| Selectie van Roemenië bij het Europees kampioenschap 2016 | Selectie van Roemenië bij het Europees kampioenschap 2016 | Selectie van Roemenië bij het Europees kampioenschap 2016 | Selectie van Roemenië bij het Europees kampioenschap 2016 | Selectie van Roemenië bij het Europees kampioenschap 2016 | Selectie van Roemenië bij het Europees kampioenschap 2016 | Selectie van Roemenië bij het Europees kampioenschap 2016 | Selectie van Roemenië bij het Europees kampioenschap 2016 | Selectie van Roemenië bij het Europees kampioenschap 2016 |
| №                                                         | Naam                                                      | Wed.                                                      | Dlpnt.                                                    | Club                                                      |                                                           |                                                           |                                                           |                                                           |
| --------------------------------------------------------- | --------------------------------------------------------- | --------------------------------------------------------- | --------------------------------------------------------- | --------------------------------------------------------- | --------------------------------------------------------- | --------------------------------------------------------- | --------------------------------------------------------- | --------------------------------------------------------- |
| Doel                                                      |                                                           |                                                           |                                                           |                                                           |                                                           |                                                           |                                                           |                                                           |
| 1                                                         | Costel Pantilimon                                         | 22                                                        | 0                                                         | Watford                                                   |                                                           |                                                           |                                                           |                                                           |
| 12                                                        | Ciprian Tătărușanu                                        | 40                                                        | 0                                                         | Fiorentina                                                |                                                           |                                                           |                                                           |                                                           |
| 23                                                        | Silviu Lung Jr.                                           | 3                                                         | 0                                                         | Astra Giurgiu                                             |                                                           |                                                           |                                                           |                                                           |
| Verdediging                                               |                                                           |                                                           |                                                           |                                                           |                                                           |                                                           |                                                           |                                                           |
| 2                                                         | Alexandru Mățel                                           | 17                                                        | 0                                                         | Dinamo Zagreb                                             |                                                           |                                                           |                                                           |                                                           |
| 3                                                         | Răzvan Raț                                                | 113                                                       | 2                                                         | Rayo Vallecano                                            |                                                           |                                                           |                                                           |                                                           |
| 4                                                         | Cosmin Moți                                               | 8                                                         | 0                                                         | Ludogorets                                                |                                                           |                                                           |                                                           |                                                           |
| 6                                                         | Vlad Chiricheș                                            | 44                                                        | 0                                                         | Napoli                                                    |                                                           |                                                           |                                                           |                                                           |
| 15                                                        | Valerică Găman                                            | 14                                                        | 1                                                         | Karabükspor                                               |                                                           |                                                           |                                                           |                                                           |
| 16                                                        | Steliano Filip                                            | 5                                                         | 0                                                         | Dinamo Boekarest                                          |                                                           |                                                           |                                                           |                                                           |
| 21                                                        | Dragoș Grigore                                            | 23                                                        | 0                                                         | Al-Sailiya                                                |                                                           |                                                           |                                                           |                                                           |
| 22                                                        | Cristian Săpunaru                                         | 16                                                        | 0                                                         | Astra Giurgiu                                             |                                                           |                                                           |                                                           |                                                           |
| Middenveld                                                |                                                           |                                                           |                                                           |                                                           |                                                           |                                                           |                                                           |                                                           |
| 5                                                         | Ovidiu Hoban                                              | 23                                                        | 1                                                         | Hapoel Beër Sjeva                                         |                                                           |                                                           |                                                           |                                                           |
| 7                                                         | Alexandru Chipciu                                         | 24                                                        | 3                                                         | Anderlecht                                                |                                                           |                                                           |                                                           |                                                           |
| 8                                                         | Mihai Pintilii                                            | 34                                                        | 1                                                         | Steaua Boekarest                                          |                                                           |                                                           |                                                           |                                                           |
| 10                                                        | Nicolae Stanciu                                           | 7                                                         | 4                                                         | Anderlecht                                                |                                                           |                                                           |                                                           |                                                           |
| 11                                                        | Gabriel Torje                                             | 53                                                        | 12                                                        | Terek Grozny                                              |                                                           |                                                           |                                                           |                                                           |
| 17                                                        | Lucian Sânmărtean                                         | 21                                                        | 0                                                         | Al-Ittihad                                                |                                                           |                                                           |                                                           |                                                           |
| 18                                                        | Andrei Prepeliță                                          | 12                                                        | 0                                                         | FK Rostov                                                 |                                                           |                                                           |                                                           |                                                           |
| 20                                                        | Adrian Popa                                               | 16                                                        | 1                                                         | Steaua Boekarest                                          |                                                           |                                                           |                                                           |                                                           |
| Aanval                                                    |                                                           |                                                           |                                                           |                                                           |                                                           |                                                           |                                                           |                                                           |
| 9                                                         | Denis Alibec                                              | 6                                                         | 1                                                         | Astra Giurgiu                                             |                                                           |                                                           |                                                           |                                                           |
| 13                                                        | Claudiu Keșerü                                            | 14                                                        | 5                                                         | Ludogorets                                                |                                                           |                                                           |                                                           |                                                           |
| 14                                                        | Florin Andone                                             | 9                                                         | 1                                                         | Deportivo La Coruña                                       |                                                           |                                                           |                                                           |                                                           |
| 19                                                        | Bogdan Stancu                                             | 44                                                        | 11                                                        | Gençlerbirliği                                            |                                                           |                                                           |                                                           |                                                           |
| Bondscoach: Anghel Iordănescu                             |                                                           |                                                           |                                                           |                                                           |                                                           |                                                           |                                                           |                                                           |

 Albanië ·  Andorra ·  Armenië ·  Azerbeidzjan ·  België ·  Bosnië en Herzegovina ·  Bulgarije ·  Cyprus ·  Denemarken ·  Duitsland ·  Engeland ·  Estland ·  Faeröer ·  Finland ·  Frankrijk ·  Georgië ·  Gibraltar ·  Griekenland ·  Hongarije ·  Ierland ·  IJsland ·  Israël ·  Italië ·  Kazachstan ·  Kosovo ·  Kroatië ·  Letland ·  Liechtenstein ·  Litouwen ·  Luxemburg ·  Malta ·  Moldavië ·  Montenegro ·  Nederland ·  Noord-Ierland ·  Noord-Macedonië ·  Noorwegen ·  Oekraïne ·  Oostenrijk ·  Polen ·  Portugal ·  Roemenië ·  Rusland ·  San Marino ·  Schotland ·  Servië ·  Slovenië ·  Slowakije ·  Spanje ·  Tsjechië ·  Turkije ·  Wales ·  Wit-Rusland ·  Zweden ·  Zwitserland
 Bohemen ·  Bohemen en Moravië ·  Duitse Democratische Republiek ·  Ierland ·  Joegoslavië ·  Servië en Montenegro ·  Tsjecho-Slowakije ·  GOS ·  Saarland ·  Sovjet-Unie
FRF · A-internationals · Selecties · Bondscoaches · Statistieken · Roemeens vrouwenelftal · Olympisch elftal · Roemenië U21 · Roemenië U20 · Roemenië U19 · Roemenië U18 · Roemenië U17 · Roemenië U16
1922 – 1929 · 
1930 – 1939 · 
1940 – 1949 · 
1950 – 1959 · 
1960 – 1969 · 
1970 – 1979 · 
1980 – 1989 · 
1990 – 1999 · 
2000 – 2009 · 
2010 – 2019 · 
2020 – 2029
EK's: 1984 · 
1996 · 
2000 · 
2008 · 
2016 · 
2024
WK's: 1930 · 
1934 · 
1938 · 
1970 · 
1990 · 
1994 · 
1998
OS: 1924 · 
1952 · 
1964 · 
2020
1922 · 
1923 · 
1924 · 
1925 · 
1926 · 
1927 · 
1928 · 
1929 · 
1930 · 
1931 · 
1932 · 
1933 · 
1934 · 
1935 · 
1936 · 
1937 · 
1938 · 
1939 · 
1940 · 
1941 · 
1942 · 
1943 · 
1944 · 
1945 · 
1946 · 
1947 · 
1948 · 
1949 · 
1950 · 
1952 · 
1952 · 
1953 · 
1954 · 
1955 · 
1956 · 
1957 · 
1958 · 
1959 · 
1960 · 
1961 · 
1962 · 
1963 · 
1964 · 
1965 · 
1966 · 
1967 · 
1968 · 
1969 · 
1970 · 
1971 · 
1972 · 
1973 · 
1974 · 
1975 · 
1976 · 
1977 · 
1978 · 
1979 · 
1980 · 
1981 · 
1982 · 
1983 · 
1984 · 
1985 · 
1986 · 
1987 · 
1988 · 
1989 · 
1990 · 
1991 · 
1992 · 
1993 · 
1994 · 
1995 · 
1996 · 
1997 · 
1998 · 
1999 · 
2000 · 
2001 · 
2002 · 
2003 · 
2004 · 
2005 · 
2006 · 
2007 · 
2008 · 
2009 · 
2010 · 
2011 · 
2012 · 
2013 · 
2014 · 
2015 ·
2016 ·
2017 ·
2018 ·
2019 ·
2020 ·
2021 ·
2022 ·
2023
Albanië ·
Algerije ·
Andorra ·
Argentinië ·
Armenië ·
Australië ·
Azerbeidzjan ·
België ·
Bolivia ·
Bosnië en Herzegovina ·
Brazilië ·
Bulgarije ·
Chili ·
China ·
Colombia ·
Congo-Kinshasa ·
Cuba ·
Cyprus ·
DDR ·
Denemarken ·
Duitsland ·
Ecuador ·
Egypte ·
Engeland ·
Estland ·
Faeröer ·
Finland ·
Frankrijk ·
Georgië ·
Griekenland ·
Honduras ·
Hongarije ·
Ierland ·
IJsland ·
Irak ·
Iran ·
Israël ·
Italië ·
Ivoorkust ·
Japan ·
Joegoslavië ·
Kameroen ·
Kazachstan · 
Kosovo · 
Kroatië ·
Letland ·
Liechtenstein ·
Litouwen ·
Luxemburg ·
Malta ·
Marokko ·
Mexico ·
Moldavië ·
Montenegro ·
Nederland ·
Nigeria ·
Noord-Ierland ·
Noord-Macedonië ·
Noorwegen ·
Oekraïne ·
Oostenrijk ·
Paraguay ·
Peru ·
Polen ·
Portugal ·
Rusland ·
San Marino ·
Schotland ·
Servië ·
Slovenië ·
Slowakije ·
Sovjet-Unie ·
Spanje ·
Trinidad en Tobago ·
Tsjechië ·
Tsjecho-Slowakije ·
Tunesië ·
Turkije ·
Turkmenistan ·
Uruguay ·
Verenigde Arabische Emiraten ·
Verenigde Staten ·
Wales ·
Wit-Rusland ·
Zuid-Korea ·
Zweden ·
Zwitserland
Albanië (2016) · 
Frankrijk (2008) · 
Frankrijk (2016) · 
Italië (2008) · 
Nederland (2008) · 
Zwitserland (2016)